# قائمة مدن مصر
مُدن مصر، هي الوحدات الإدارية الحضريّة في جمهورية مصر العربية. وتضم مصر 249 مدينة قائمة آهلة بالسكان ضمن 27 محافظة، بعض تلك المدن تتبع مباشرة لسلطة المحافظة الواقعة فيها؛ والبعض الآخر تتبع فعلياً لإدارة هيئة المجتمعات العمرانية الجديدة التابعة لوزارة الإسكان والمرافق والمجتمعات العمرانية والتي أنشأتها بهدف خلق مراكز حضارية جديدة لجذب السكان بعيداً عن وادي النيل ودلتاه.
بجانب أن مصر هي من أقدم مواطن حضارة البشر التاريخية؛ فهي كذلك من أقدمها في ضروب المدنية. فقد بدأ التكوّن الحضري في البلاد منذ عصور ما قبل التاريخ، بدأت بتكوّن القرية من مجموعات من الأسر المصرية المتعايشة في مكان واحد، وذلك في ضفاف نهر النيل أو بالقرب منه، وكان لكل قرية معبود خاص بها. ثم بدأ المصريون بالاستفادة من نهر النيل وحفروا الترع والقنوات لتسهيل عمليات الزراعة. وبدأت المدن في الظهور باندماج مجموعات من القرى وأصبح لكل مدينة حاكمها ومعبودها، وبُنيت بها المعابد ونشأت الأسواق ونشطت حركات التجارة والصناعة بجانب الزراعة على مر التاريخ المصري القديم.
ظلت بعض المدن القديمة قائمة إلى العصر الحالي منذ آلاف السنين. وظلت عمليات إنشاء المدن مستمرة عبر العصور كلما اقتضت الحاجة كجعلها عوامل جذب للسكان للتقليل من كثافتهم في مكان ما أو لأغراض معينة كالصناعة والتجارة أو كحاميات وثغور لحماية البلاد على طول الحدود البرية أو البحرية. ويكفل الدستور المصري إمكانية إنشاء وحدات إدارية جديدة كالمدن وتعديل حدودها الإدارية أو إلغائها مع مراعة الظروف الاقتصادية والاجتماعية على النحو الذي ينظمه القانون المصري.

## مدن محافظة القاهرة
القاهرة عبارة عن محافظة ذات مدينة واحدة، أي أنها محافظة تقع كل أقسامها الإدارية ضمن الحدود الإدارية لمدينة واحدة.
| م | المدينة | المدينة | السكان (2017)  | ملاحظات | الموقع في مصر                                 |
| - | ------- | ------- | -------------- | --- | --------------------------------------------- |
| 1 | القاهرة |         | 9,539,673 نسمة | - عاصمة جمهورية مصر العربية وعاصمة محافظة القاهرة. - مقسمة إلى 4 مناطق تضم إجمالاً 38 حي: - المنطقة الشمالية (8 أحياء): حي الزيتون، حي الزاوية الحمراء، حي حدائق القبة، حي الشرابية، حي الساحل، حي شبرا، حي روض الفرج، حي الأميرية. - المنطقة الشرقية (9 أحياء): حي السلام أول، حي السلام ثان، حي المرج، حي المطرية، حي عين شمس، حي النزهة، حي مصر الجديدة، حي شرق مدينة نصر، حي غرب مدينة نصر. - المنطقة الغربية (9 أحياء): حي الوايلي، حي منشأة ناصر، حي وسط، حي باب الشعرية، حي الأزبكية، حي بولاق، حي الموسكي، حي عابدين، حي غرب. - المنطقة الجنوبية (12 حي): حي المقطم، حي الخليفة، حي السيدة زينب، حي مصر القديمة، حي دار السلام، حي البساتين، حي المعادي، حي طره، حي المعصرة، حي 15 مايو، حي حلوان، حي التبين. - تضم 4 مناطق تُدار فعلياً هيئة المجتمعات العمرانية الجديدة: ثلاثة ضمن حي شرق مدينة نصر بالمنطقة الشرقية: (القاهرة الجديدة، بدر، الشروق )، وحي 15 مايو الواقع ضمن المنطقة الجنوبية. - تأسست سنة 969. - سُميت بهذا الاسم -بحسب أغلب الآراء- نسبة إلى الكوكب القاهر وهو كوكب المريخ. - إحداثيات الموقع: 30°03′29″N 31°13′44″E / 30.058056°N 31.228889°E | قائمة مدن مصر على خريطة Egypt · قائمة مدن مصر |

## مدن محافظة الجيزة
تضم محافظة الجيزة 13 مدينة، عاصمة المحافظة هي مدينة الجيزة.
| م  | المدينة          | المدينة   | السكان (2017)  | ملاحظات | الموقع في مصر                                 |
| -- | ---------------- | --------- | -------------- | --- | --------------------------------------------- |
| 1  | الجِيزَة           |           | 3,051,491 نسمة | - عاصمة محافظة الجيزة. - مقسمة إلى 8 أقسام إدارية: إمبابة، حي الوراق، حي بولاق الدكرور، حي الدقي، حي العجوزة، حي العمرانية، حي الهرم، حي جنوب - من المدن القديمة، واُعيد تأسيسها سنة 642. - عرفت قديماً بـ برسيس، واُعيد تأسيسها وتسمت باسمها الحالي والذي يعني "أفضل موضع في الوادي"، والجيز هو "جانب الوادي". - إحداثيات الموقع: 30°01′00″N 31°13′00″E / 30.016667°N 31.216667°E | قائمة مدن مصر على خريطة Egypt · قائمة مدن مصر |
| 2  | السادس من أكتوبر |           | 348,870 نسمة   | - تحت إدارة هيئة المجتمعات العمرانية الجديدة. - تأسست سنة 1979. - سُميت بهذا الاسم تخليداً لانتصار البلاد في حرب أكتوبر سنة 1973. - إحداثيات الموقع: 29°56′17″N 30°54′50″E / 29.938126°N 30.91398°E | قائمة مدن مصر على خريطة Egypt · قائمة مدن مصر |
| 3  | الشيخ زايد       |           | 90,699 نسمة    | - تحت إدارة هيئة المجتمعات العمرانية الجديدة. - تأسست سنة 1995. - نُسبت إلى الشيخ «زايد بن سلطان آل نهيان» مؤسس دولة الإمارات العربية المتحدة وأول رئيس لها. - إحداثيات الموقع: 30°01′N 31°00′E / 30.02°N 31°E | قائمة مدن مصر على خريطة Egypt · قائمة مدن مصر |
| 4  | الحَوامْدِيّة        |           | 146,724 نسمة   | - إحداثيات الموقع: 29°53′52″N 31°15′51″E / 29.897778°N 31.264167°E | قائمة مدن مصر على خريطة Egypt · قائمة مدن مصر |
| 5  | البَدْرْشِين         |           | 85,945 نسمة    | - قاعدة مركز البدرشين. - تأسست كمدينة سنة 1951. - عرفت قديماً بـ بدرش، البدرشين أم عيسى. - إحداثيات الموقع: 29°51′07″N 31°16′34″E / 29.852°N 31.276°E | قائمة مدن مصر على خريطة Egypt · قائمة مدن مصر |
| 6  | الصَّف             | غير معروف | 58,221 نسمة    | - قاعدة مركز الصف. - تأسست كمدينة سنة 1898. - إحداثيات الموقع: 29°34′32″N 31°17′45″E / 29.5754617°N 31.2957939°E | قائمة مدن مصر على خريطة Egypt · قائمة مدن مصر |
| 7  | أطْفِيح            | غير معروف | 25,494 نسمة    | - قاعدة مركز أطفيح. - اُعيد تأسيسها كمدينة سنة 1988. - عرفت قديماً بـ بِر تيب أحت، بنِبتِباح، ماتنو، با تبيه، تباهت، تبيه، أفروديتو بوليس، أطفيح الخمار. - إحداثيات الموقع: 29°25′00″N 31°15′00″E / 29.416667°N 31.25°E | قائمة مدن مصر على خريطة Egypt · قائمة مدن مصر |
| 8  | العَيَّاط           | غير معروف | 43,331 نسمة    | - قاعدة مركز العياط. - تأسست كمدينة سنة 1880. - عرفت قديماً بـ كفر العياط نسبة إلى الشيخ «أحمد العياط» المدفون بقرية بني عديات (مركز منفلوط). - إحداثيات الموقع: 29°37′14″N 31°15′29″E / 29.6205681°N 31.2580453°E | قائمة مدن مصر على خريطة Egypt · قائمة مدن مصر |
| 9  | الباويطي         |           | 14,812 نسمة    | - قاعدة مركز الواحات البحرية. - من المدن القديمة. - عرفت قديماً بـ المدينة. - إحداثيات الموقع: 28°21′00″N 28°52′00″E / 28.35°N 28.866667°E | قائمة مدن مصر على خريطة Egypt · قائمة مدن مصر |
| 10 | منشأة القناطر    | غير معروف | 18,153 نسمة    | - قاعدة مركز منشأة القناطر. - تأسست كمدينة سنة 1998. - عرفت قديماً بـ عزبة المناشي، منشية القناطر. - إحداثيات الموقع: 30°11′00″N 31°06′33″E / 30.1833135°N 31.1091436°E | قائمة مدن مصر على خريطة Egypt · قائمة مدن مصر |
| 11 | أَوْسِيم            | غير معروف | 89,114 نسمة    | - قاعدة مركز أوسيم. - من المدن القديمة، وأعيد تأسيسها كمدينة سنة 1975. - عرفت قديماً بـ أريت، سخم، ليتو بوليس، أوشيم. - إحداثيات الموقع: 30°07′23″N 31°08′09″E / 30.123056°N 31.135833°E | قائمة مدن مصر على خريطة Egypt · قائمة مدن مصر |
| 12 | كِرْداسَة           | غير معروف | 130,196 نسمة   | - قاعدة مركز كرداسة. - تأسست كمدينة سنة 2005. - عرفت قديماً بـ كلداسة. - إحداثيات الموقع: 30°01′55″N 31°06′38″E / 30.032021°N 31.110449°E | قائمة مدن مصر على خريطة Egypt · قائمة مدن مصر |
| 13 | أبو النُمْرُس       |           | 81,947 نسمة    | - قاعدة مركز أبو النمرس. - تأسست كمدينة سنة 1979. - عرفت قديماً بـ بونمنروس. - إحداثيات الموقع: 29°57′14″N 31°13′18″E / 29.9538831°N 31.2217011°E | قائمة مدن مصر على خريطة Egypt · قائمة مدن مصر |

## مدن محافظة القليوبية
تضم محافظة القليوبية 11 مدينة، عاصمة المحافظة هي مدينة بنها.
| م  | المدينة         | المدينة   | السكان (2017)  | ملاحظات | الموقع في مصر                                 |
| -- | --------------- | --------- | -------------- | --- | --------------------------------------------- |
| 1  | بَنْها            |           | 170,656 نسمة   | - عاصمة محافظة القليوبية وقاعدة مركز بنها. - تأسست كمدينة سنة 1850. - عرفت قديماً بـ بِر نِها، بًنَهو، بنها العسل، بِنها. - إحداثيات الموقع: 30°28′00″N 31°11′00″E / 30.466667°N 31.183333°E                                                              | قائمة مدن مصر على خريطة Egypt · قائمة مدن مصر |
| 2  | قَلْيوب           |           | 146,430 نسمة   | - قاعدة مركز قليوب. - تأسست كمدينة سنة 1315. - إحداثيات الموقع: 30°11′59″N 31°12′19″E / 30.199722°N 31.205278°E | قائمة مدن مصر على خريطة Egypt · قائمة مدن مصر |
| 3  | شُبْرا الخيمة     |           | 1,161,514 نسمة | - مقسمة إلى قسمين إداريين: حي شرق شبرا الخيمة وحي غرب شبرا الخيمة. - تأسست كمدينة سنة 1871. - عرفت قديماً بـ جبرو، شبرو، شبره، شبرى الشهيد، شبرا المكاسه، شبرا رحمة، شبرى الخيام. - إحداثيات الموقع: 30°07′43″N 31°14′32″E / 30.128611°N 31.242222°E | قائمة مدن مصر على خريطة Egypt · قائمة مدن مصر |
| 4  | القناطر الخيرية |           | 78,254 نسمة    | - قاعدة مركز القناطر الخيرية. - عرفت قديماً بـ عزبة القناطر الخيرية، عزبة شلقان. - إحداثيات الموقع: 30°11′37″N 31°07′55″E / 30.193583°N 31.132064°E                                                                                                  | قائمة مدن مصر على خريطة Egypt · قائمة مدن مصر |
| 5  | الخْانْكَة         | غير معروف | 76,455 نسمة    | - قاعدة مركز الخانكة. - عرفت قديماً بـ خانقاه سِرْياقوس، الخانقاه، الخانكاه السرياقوسية. - إحداثيات الموقع: 30°13′05″N 31°21′32″E / 30.218056°N 31.358889°E                                                                                            | قائمة مدن مصر على خريطة Egypt · قائمة مدن مصر |
| 6  | كفر شُكر         | غير معروف | 28,979 نسمة    | - قاعدة مركز كفر شكر. - تُنسب إلى منشئها الحاج «شُكر إبراهيم» من أعيان قرية إسنيت المجاورة في القرن التاسع عشر. - إحداثيات الموقع: 30°32′49″N 31°16′02″E / 30.546961°N 31.267333°E                                                                    | قائمة مدن مصر على خريطة Egypt · قائمة مدن مصر |
| 7  | طُوخ             |           | 49,247 نسمة    | - قاعدة مركز طوخ. - تأسست كمدينة سنة 1826. - عرفت قديماً بـ طوخ مجول، طوخ الملق. - إحداثيات الموقع: 30°21′13″N 31°11′55″E / 30.3537006°N 31.1985541°E                                                                                                | قائمة مدن مصر على خريطة Egypt · قائمة مدن مصر |
| 8  | قَها             | غير معروف | 33,920 نسمة    | - عرفت قديماً بـ قاه حور. - إحداثيات الموقع: 30°17′00″N 31°12′00″E / 30.283333°N 31.2°E | قائمة مدن مصر على خريطة Egypt · قائمة مدن مصر |
| 9  | العبور          |           | 130,161 نسمة   | - تحت إدارة هيئة المجتمعات العمرانية الجديدة. - تأسست كمدينة سنة 1982. - إحداثيات الموقع: 30°12′18″N 31°27′27″E / 30.205°N 31.4575°E | قائمة مدن مصر على خريطة Egypt · قائمة مدن مصر |
| 10 | الخُصُوص          | غير معروف | 457,852 نسمة   | - تأسست كمدينة سنة 2006. - عرفت قديماً بـ خصوص عين شمس. - إحداثيات الموقع: 30°08′01″N 31°21′26″E / 30.133696°N 31.357183°E | قائمة مدن مصر على خريطة Egypt · قائمة مدن مصر |
| 11 | شِبِين القناطر    | غير معروف | 69,023 نسمة    | - قاعدة مركز شبين القناطر. - تأسست كمدينة سنة 1909. - عرفت قديماً بـ شيبين، شيبين القصر، شبين القصر. - إحداثيات الموقع: 30°18′48″N 31°19′17″E / 30.3133°N 31.3214°E                                                                                  | قائمة مدن مصر على خريطة Egypt · قائمة مدن مصر |

## مدن محافظة الإسكندرية
تضم محافظة الإسكندرية 3 مدن. عاصمة المحافظة هي مدينة الإسكندرية.
| م | المدينة           | المدينة | السكان (2017)  | ملاحظات | الموقع في مصر                                 |
| - | ----------------- | ------- | -------------- | --- | --------------------------------------------- |
| 1 | الإسكندرية        |         | 4,554,529 نسمة | - عاصمة محافظة الإسكندرية. - مقسمة إلى 9 أقسام إدارية: حي أول المنتزة، حي ثان المنتزة، حي شرق، حي وسط، حي الجمرك، حي غرب، حي العجمي، حي العامرية أول، حي العامرية ثان. - تأسست في القرن الرابع قبل الميلاد. - عرفت قديماً بـ راكوتي، راقودة. - إحداثيات الموقع: 31°11′53″N 29°55′09″E / 31.198°N 29.9192°E | قائمة مدن مصر على خريطة Egypt · قائمة مدن مصر |
| 2 | برج العرب         |         | 21,439 نسمة    | - قاعدة مركز برج العرب. - إحداثيات الموقع: 30°50′56″N 29°36′42″E / 30.848889°N 29.611667°E | قائمة مدن مصر على خريطة Egypt · قائمة مدن مصر |
| 3 | برج العرب الجديدة |         | 43,811 نسمة    | - تتبع إدارياً لهيئة المجتمعات العمرانية الجديدة. - تأسست سنة 1979. - عرفت قديماً بـ العامرية الجديدة. - إحداثيات الموقع: 30°54′04″N 29°38′04″E / 30.901111°N 29.634444°E | قائمة مدن مصر على خريطة Egypt · قائمة مدن مصر |

## مدن محافظة البحيرة
تضم محافظة البحيرة 16 مدينة، عاصمة المحافظة هي مدينة دمنهور.
| م  | المدينة           | المدينة   | السكان (2017) | ملاحظات | الموقع في مصر                                 |
| -- | ----------------- | --------- | ------------- | --- | --------------------------------------------- |
| 1  | دَمَنْهور            |           | 259,213 نسمة  | - عاصمة محافظة البحيرة وقاعدة مركز دمنهور. - تأسست كمدينة في الألف السابع قبل الميلاد (منذ حوالي 9 آلاف سنة). - عرفت قديماً بـ بحدت، دي مِن حور، أبوللينو بوليس، هرمو بوليس برفا، أرموكاتون، تمنحور. - إحداثيات الموقع: 31°03′00″N 30°28′00″E / 31.05°N 30.466667°E | قائمة مدن مصر على خريطة Egypt · قائمة مدن مصر |
| 2  | كفر الدَّوَّار        |           | 104,709 نسمة  | - قاعدة مركز كفر الدوار. - تأسست كمدينة سنة 1893. - إحداثيات الموقع: 31°07′52″N 30°07′48″E / 31.131111°N 30.13°E | قائمة مدن مصر على خريطة Egypt · قائمة مدن مصر |
| 3  | رَشيد              |           | 102,460 نسمة  | - قاعدة مركز رشيد. - تأسست كمدينة منذ العصور الفرعونية. - عرفت قديماً بـ بولبيتين، رخيت. - إحداثيات الموقع: 31°24′00″N 30°25′00″E / 31.4°N 30.416667°E | قائمة مدن مصر على خريطة Egypt · قائمة مدن مصر |
| 4  | إدكو              |           | 144,310 نسمة  | - قاعدة مركز إدكو. - عرفت قديماً بـ إتكو. - إحداثيات الموقع: 31°18′N 30°18′E / 31.3°N 30.3°E | قائمة مدن مصر على خريطة Egypt · قائمة مدن مصر |
| 5  | أبو المطامير      | غير معروف | 54,535 نسمة   | - قاعدة مركز أبو المطامير. - تأسست كمدينة سنة 1930. - عرفت قديماً باسمها الحالي ثم تغير إلى أبو المطامير القبلية حتى رجعت لاسمها القديم وهو الحالي. - إحداثيات الموقع: 30°54′30″N 30°08′55″E / 30.908411°N 30.148487°E                                             | قائمة مدن مصر على خريطة Egypt · قائمة مدن مصر |
| 6  | أبو حُمُّص           |           | 50,007 نسمة   | - قاعدة مركز أبو حمص. - تأسست كمدينة سنة 1881. - عرفت قديماً بـ شَبْرياس، شبرابار، شنبار، عزبة أبو حمص. - إحداثيات الموقع: 31°06′02″N 30°18′36″E / 31.100643°N 30.310063°E                                                                                           | قائمة مدن مصر على خريطة Egypt · قائمة مدن مصر |
| 7  | الدِّلنْجات          | غير معروف | 56,127 نسمة   | - قاعدة مركز الدلنجات. - تأسست كمدينة سنة 1906. - عرفت قديماً بـ الاسم الطيِّب، الاسم الطيب مراد. - إحداثيات الموقع: 30°49′40″N 30°32′11″E / 30.827778°N 30.536389°E                                                                                                 | قائمة مدن مصر على خريطة Egypt · قائمة مدن مصر |
| 8  | المحموديّة         |           | 28,234 نسمة   | - قاعدة مركز المحمودية. - تأسست كمدينة سنة 1928. - سُميت بهذا الاسم تيمناً باسم السلطان «محمود الثاني»؛ سلطان الدولة العثمانية. - إحداثيات الموقع: 31°10′55″N 30°31′22″E / 31.181897°N 30.522658°E                                                                  | قائمة مدن مصر على خريطة Egypt · قائمة مدن مصر |
| 9  | الرحمانيّة         |           | 36,235 نسمة   | - قاعدة مركز الرحمانية. - تأسست كمدينة سنة 1975. - عرفت قديماً بـ محلة عبد الرحمن. - إحداثيات الموقع: 31°06′22″N 30°38′01″E / 31.106155°N 30.633731°E | قائمة مدن مصر على خريطة Egypt · قائمة مدن مصر |
| 10 | إيتاي البارود     |           | 63,218 نسمة   | - قاعدة مركز إيتاي البارود. - تأسست كمدينة سنة 1884. - عرفت قديماً بـ إتياي، إتْيَيْه، إتييه باروت، إتياي البارود. - إحداثيات الموقع: 30°53′11″N 30°39′50″E / 30.8863°N 30.6638°E                                                                                     | قائمة مدن مصر على خريطة Egypt · قائمة مدن مصر |
| 11 | حُوش عيسى          | غير معروف | 67,612 نسمة   | - قاعدة مركز حوش عيسى. - تُنسب إلى شيخ العرب الأمير «عيسى بن إسماعيل» أمير بني عونة في القرن العاشر الهجري. - إحداثيات الموقع: 30°54′21″N 30°17′30″E / 30.905833°N 30.29161°E                                                                                      | قائمة مدن مصر على خريطة Egypt · قائمة مدن مصر |
| 12 | شُبراخِيت           |           | 33,589 نسمة   | - قاعدة مركز شبراخيت. - تأسست كمدينة سنة 1826. - عرفت قديماً بـ خيت، سبخيت شمات. - إحداثيات الموقع: 31°01′45″N 30°42′48″E / 31.02914°N 30.71327°E | قائمة مدن مصر على خريطة Egypt · قائمة مدن مصر |
| 13 | كوم حمادة         |           | 45,334 نسمة   | - قاعدة مركز كوم حمادة. - تأسست كمدينة سنة 1902. - عرفت قديماً بـ منية أسامي. - إحداثيات الموقع: 30°45′21″N 30°41′56″E / 30.75584°N 30.69889°E | قائمة مدن مصر على خريطة Egypt · قائمة مدن مصر |
| 14 | بدر               |           | 22,884 نسمة   | - قاعدة مركز بدر. - تأسست كمدينة سنة 1962. - إحداثيات الموقع: 30°34′29″N 30°42′48″E / 30.5746408°N 30.7133901°E | قائمة مدن مصر على خريطة Egypt · قائمة مدن مصر |
| 15 | وادي النَطْرون      |           | 33,550 نسمة   | - قاعدة مركز وادي النطرون. - تأسست كمدينة سنة 1963. - عرفت قديماً بـ سِخِت حِماَت، انتت حسمن، شِت بت، سكيتيس، سييتيس، شييت، شيهيت، اسقيط، وادي هبيب، جبل النطرون. - إحداثيات الموقع: 30°25′55″N 30°14′49″E / 30.43195°N 30.246878°E                                     | قائمة مدن مصر على خريطة Egypt · قائمة مدن مصر |
| 16 | النُوبَاريّة الجديدة |           | 18,966 نسمة   | - تحت إدارة هيئة المجتمعات العمرانية الجديدة. - تأسست سنة 1986. - تُنسب إلى ترعة النوبارية الواقعة عليها؛ والتي بدورها نُسبت إلى «بوغوص نوبار باشا» أول رئيس وزراء لمصر. - إحداثيات الموقع: 30°40′00″N 30°04′00″E / 30.666667°N 30.066667°E                         | قائمة مدن مصر على خريطة Egypt · قائمة مدن مصر |

## مدن محافظة مطروح
تضم محافظة مطروح 8 مدن، عاصمة المحافظة هي مدينة مرسى مطروح.
| م | المدينة    | المدينة   | السكان (2017) | ملاحظات | الموقع في مصر                                 |
| - | ---------- | --------- | ------------- | --- | --------------------------------------------- |
| 1 | مَرْسَى مَطْرُوح |           | 32,271 نسمة   | - عاصمة محافظة مطروح وقاعدة مركز مرسى مطروح. - من المدن القديمة. - عرفت قديماً بـ باريتنيوم، البرطون. - إحداثيات الموقع: 31°20′00″N 27°13′00″E / 31.333333°N 27.216667°E | قائمة مدن مصر على خريطة Egypt · قائمة مدن مصر |
| 2 | الحَمَّام     | غير معروف | 14,970 نسمة   | - قاعدة مركز الحمام. - عرفت قديماً بـ ذات الحمَّام. - إحداثيات الموقع: 30°50′21″N 29°23′15″E / 30.8391848°N 29.3874203°E                                                   | قائمة مدن مصر على خريطة Egypt · قائمة مدن مصر |
| 3 | العَلَمِين    |           | 4,999 نسمة    | - قاعدة مركز العلمين. - إحداثيات الموقع: 30°50′00″N 28°57′00″E / 30.833333°N 28.95°E                                                                                    | قائمة مدن مصر على خريطة Egypt · قائمة مدن مصر |
| 4 | الضَّبْعَة     | غير معروف | 22,525 نسمة   | - قاعدة مركز الضبعة. - إحداثيات الموقع: 31°02′00″N 28°26′00″E / 31.033333°N 28.433333°E                                                                                 | قائمة مدن مصر على خريطة Egypt · قائمة مدن مصر |
| 5 | النِّجِيلَة    | غير معروف | 16,072 نسمة   | - قاعدة مركز النجيلة. - عرفت قديماً بـ زاوية النجيلة. - إحداثيات الموقع: 31°24′26″N 26°34′59″E / 31.40711°N 26.583177°E                                                  | قائمة مدن مصر على خريطة Egypt · قائمة مدن مصر |
| 6 | سِيِدي بَرَّانِي |           | 31,106 نسمة   | - قاعدة مركز سيدي براني. - إحداثيات الموقع: 31°36′39″N 25°55′32″E / 31.610833°N 25.925556°E                                                                             | قائمة مدن مصر على خريطة Egypt · قائمة مدن مصر |
| 7 | السَّلُّوم     |           | 13,455 نسمة   | - قاعدة مركز السلوم. - إحداثيات الموقع: 31°30′13″N 25°06′54″E / 31.503611°N 25.115°E                                                                                    | قائمة مدن مصر على خريطة Egypt · قائمة مدن مصر |
| 8 | سِيوَة       |           | 20,360 نسمة   | - قاعدة مركز سيوة. - من المدن القديمة. - عرفت قديماً بـ سَنْتَرِيَّة. - إحداثيات الموقع: 29°11′00″N 25°33′00″E / 29.183333°N 25.55°E                                           | قائمة مدن مصر على خريطة Egypt · قائمة مدن مصر |

## مدن محافظة دمياط
تضم محافظة دمياط 11 مدينة، عاصمة المحافظة هي مدينة دمياط.
| م  | المدينة       | المدينة   | السكان (2018) | ملاحظات | الموقع في مصر                                 |
| -- | ------------- | --------- | ------------- | --- | --------------------------------------------- |
| 1  | دمياط         |           | 289,833 نسمة  | - عاصمة محافظة دمياط وقاعدة مركز دمياط. - من المدن القديمة. - عرفت قديماً بـ تا مِحت، تَمياتيس، تِميات. - إحداثيات الموقع: 31°25′00″N 31°49′00″E / 31.416667°N 31.816667°E | قائمة مدن مصر على خريطة Egypt · قائمة مدن مصر |
| 2  | دمياط الجديدة |           | 50,147 نسمة   | - تحت إدارة هيئة المجتمعات العمرانية الجديدة. - تأسست كمدينة سنة 1980. - إحداثيات الموقع: 31°26′12″N 31°40′01″E / 31.4368°N 31.667°E                                   | قائمة مدن مصر على خريطة Egypt · قائمة مدن مصر |
| 3  | رأس البر      |           | 9,677 نسمة    | - تتبع مركز دمياط. - إحداثيات الموقع: 31°30′00″N 31°49′00″E / 31.5°N 31.816667°E                                                                                       | قائمة مدن مصر على خريطة Egypt · قائمة مدن مصر |
| 4  | فارسكور       | غير معروف | 41,118 نسمة   | - قاعدة مركز فارسكور. - تأسست كمدينة سنة 1840. - وردت في معجم البلدان باسم الفارسكر. - إحداثيات الموقع: 31°19′44″N 31°42′48″E / 31.328933°N 31.713195°E                | قائمة مدن مصر على خريطة Egypt · قائمة مدن مصر |
| 5  | كفر سعد       | غير معروف | 17,164 نسمة   | - قاعدة مركز كفر سعد. - تأسست كمدينة سنة 1960. - عرفت قديماً بـ كفر أبو سعد. - إحداثيات الموقع: 31°21′34″N 31°41′11″E / 31.359427°N 31.686452°E                         | قائمة مدن مصر على خريطة Egypt · قائمة مدن مصر |
| 6  | الزرقا        | غير معروف | 25,534 نسمة   | - قاعدة مركز الزرقا. - تأسست كمدينة سنة 1975. - عرفت قديماً بـ الزرقاء، الزّرقة. - إحداثيات الموقع: 31°12′29″N 31°38′06″E / 31.208177°N 31.635046°E                      | قائمة مدن مصر على خريطة Egypt · قائمة مدن مصر |
| 7  | السرو         | غير معروف | 27,743 نسمة   | - تتبع مركز الزرقا. - تأسست كمدينة سنة 1990. - عرفت قديماً بـ بججا، سرو بججا. - إحداثيات الموقع: 31°12′22″N 31°41′55″E / 31.20602°N 31.69864°E                          | قائمة مدن مصر على خريطة Egypt · قائمة مدن مصر |
| 8  | الروضة        | غير معروف | 29,592 نسمة   | - تتبع مركز فارسكور. - تأسست كمدينة سنة 1990. - عرفت قديماً بـ عزبة الحاجة. - إحداثيات الموقع: 31°19′27″N 31°45′34″E / 31.32407°N 31.759495°E                           | قائمة مدن مصر على خريطة Egypt · قائمة مدن مصر |
| 9  | كفر البطيخ    | غير معروف | 44,716 نسمة   | - قاعدة مركز كفر البطيخ. - عرفت قديماً بـ بورة. - إحداثيات الموقع: 31°24′10″N 31°44′53″E / 31.402702°N 31.748172°E                                                      | قائمة مدن مصر على خريطة Egypt · قائمة مدن مصر |
| 10 | عزبة البرج    | غير معروف | 50,285 نسمة   | - تتبع مركز دمياط. - سُميت بذلك نسبة إلى قلعة البرج اُنشئت في زمن حكم محمد علي باشا. - إحداثيات الموقع: 31°30′11″N 31°50′28″E / 31.503056°N 31.841111°E                  | قائمة مدن مصر على خريطة Egypt · قائمة مدن مصر |
| 11 | ميت أبو غالب  | غير معروف | 19,393 نسمة   | - تتبع مركز كفر سعد. - عرفت قديماً بـ منية غالب. - إحداثيات الموقع: 31°17′35″N 31°39′25″E / 31.293074°N 31.657078°E                                                     | قائمة مدن مصر على خريطة Egypt · قائمة مدن مصر |

## مدن محافظة الدقهلية
تضم محافظة الدقهلية 19 مدينة، عاصمة المحافظة هي مدينة المنصورة.
| م  | المدينة     | المدينة   | السكان (2017) | ملاحظات | الموقع في مصر                                 |
| -- | ----------- | --------- | ------------- | --- | --------------------------------------------- |
| 1  | المنصورة    |           | 543,581 نسمة  | - عاصمة محافظة الدقهلية وقاعدة مركز المنصورة. - مقسمة إلى قسمين إداريين: حي شرق المنصورة وحي غرب المنصورة. - تأسست سنة 1219. - إحداثيات الموقع: 31°03′00″N 31°23′00″E / 31.05°N 31.383333°E                                                             | قائمة مدن مصر على خريطة Egypt · قائمة مدن مصر |
| 2  | طَلْخا        |           | 98,628 نسمة   | - قاعدة مركز طلخا. - عرفت قديماً بـ طرخا. - إحداثيات الموقع: 31°03′17″N 31°22′32″E / 31.054735°N 31.375644°E | قائمة مدن مصر على خريطة Egypt · قائمة مدن مصر |
| 3  | ميت غمر     |           | 134,386 نسمة  | - قاعدة مركز ميت غمر. - تأسست كمدينة سنة 1826. - عرفت قديماً بـ منية غمر. - إحداثيات الموقع: 30°43′00″N 31°15′00″E / 30.716667°N 31.25°E | قائمة مدن مصر على خريطة Egypt · قائمة مدن مصر |
| 4  | دِكِرِنْس       | غير معروف | 88,344 نسمة   | - قاعدة مركز دكرنس. - تأسست كمدينة سنة 1871. - إحداثيات الموقع: 31°05′18″N 31°35′49″E / 31.088333°N 31.596944°E | قائمة مدن مصر على خريطة Egypt · قائمة مدن مصر |
| 5  | أجا         | غير معروف | 41,088 نسمة   | - قاعدة مركز أجا. - تأسست كمدينة سنة 1907. - إحداثيات الموقع: 30°56′30″N 31°17′28″E / 30.9415589°N 31.2910465°E | قائمة مدن مصر على خريطة Egypt · قائمة مدن مصر |
| 6  | منية النصر  | غير معروف | 72,043 نسمة   | - قاعدة مركز منية النصر. - تأسست كمدينة سنة 1979. - عرفت قديماً بـ بهرمس، الأنصار، منية النصارى، ميت النصاري، وطلب أهلها تغيير اسمها إلى الاسم الحالي سنة 1929 لأن أهلها كلهم مسلمون. - إحداثيات الموقع: 31°07′26″N 31°38′45″E / 31.123889°N 31.645833°E | قائمة مدن مصر على خريطة Egypt · قائمة مدن مصر |
| 7  | السنبلاوين  | غير معروف | 108,395 نسمة  | - قاعدة مركز السنبلاوين. - تأسست كمدينة سنة 1826. - إحداثيات الموقع: 30°52′47″N 31°28′10″E / 30.879834°N 31.469479°E | قائمة مدن مصر على خريطة Egypt · قائمة مدن مصر |
| 8  | الكردي      | غير معروف | 39,248 نسمة   | - تأسست كمدينة سنة 2000. - إحداثيات الموقع: 31°08′34″N 31°46′57″E / 31.142893°N 31.78256°E | قائمة مدن مصر على خريطة Egypt · قائمة مدن مصر |
| 9  | بني عبيد    | غير معروف | 40,258 نسمة   | - قاعدة مركز بني عبيد. - عرفت قديماً بـ ديسة بني عبيد. - إحداثيات الموقع: 31°01′27″N 31°38′43″E / 31.0240949°N 31.6453183°E | قائمة مدن مصر على خريطة Egypt · قائمة مدن مصر |
| 10 | المنزلة     | غير معروف | 111,342 نسمة  | - قاعدة مركز المنزلة. - تأسست كمدينة سنة 1929. - عرفت قديماً بـ زِندوكسو، بيمنزوالي، منزلة ابن حسون، المنزلة القعقاع، منزلة بني حسون، منيتي راضي وعصفور. - إحداثيات الموقع: 31°12′00″N 32°10′00″E / 31.2°N 32.166667°E                                    | قائمة مدن مصر على خريطة Egypt · قائمة مدن مصر |
| 11 | تمي الأمديد |           | 17,820 نسمة   | - قاعدة مركز تمي الأمديد. - اسمها مركب من اسمي مدينتين قديمتين: مدينة تمي (قديماً: تيموس) ومدينة الأمديد (قديماً: منديس)، ثم اندمجا باسم تمي والمنديد. - إحداثيات الموقع: 30°54′36″N 31°32′04″E / 30.909884°N 31.534338°E                                 | قائمة مدن مصر على خريطة Egypt · قائمة مدن مصر |
| 12 | الجمالية    |           | 87,089 نسمة   | - قاعدة مركز الجمالية. - تأسست كمدينة سنة 1979. - إحداثيات الموقع: 31°10′51″N 31°51′55″E / 31.180833°N 31.865278°E | قائمة مدن مصر على خريطة Egypt · قائمة مدن مصر |
| 13 | شربين       |           | 66,495 نسمة   | - قاعدة مركز شربين. - تأسست كمدينة سنة 1826. - إحداثيات الموقع: 31°11′49″N 31°31′27″E / 31.196944°N 31.524167°E | قائمة مدن مصر على خريطة Egypt · قائمة مدن مصر |
| 14 | المطرية     |           | 141,639 نسمة  | - قاعدة مركز المطرية. - كانت في الأصل قريتين متجاورتين هما الغصنة والعقبين، وضُمّا معاً باسمها الحالي. - إحداثيات الموقع: 31°12′N 32°12′E / 31.2°N 32.2°E                                                                                                  | قائمة مدن مصر على خريطة Egypt · قائمة مدن مصر |
| 15 | بلقاس       | غير معروف | 119,804 نسمة  | - قاعدة مركز بلقاس. - تأسست كمدينة سنة 1892. - كانت في الأصل قريتين متجاورتين هما الميما والعسكر وخربتا، ثم سُميت تلك المنطقة بالاسم الحالي. - إحداثيات الموقع: 31°14′00″N 31°22′00″E / 31.233333°N 31.366667°E                                          | قائمة مدن مصر على خريطة Egypt · قائمة مدن مصر |
| 16 | ميت سلسيل   |           | 42,094 نسمة   | - قاعدة مركز ميت سلسيل. - تأسست كمدينة سنة 1991. - عرفت قديماً بـ منية بني سلسيل، منية ابن سلسيل، منية سلسيل. - إحداثيات الموقع: 31°10′00″N 31°48′00″E / 31.166667°N 31.8°E                                                                              | قائمة مدن مصر على خريطة Egypt · قائمة مدن مصر |
| 17 | جمصة        |           | 3,890 نسمة    | - تتبع مركز بلقاس. - تأسست كمدينة سنة 1962. - إحداثيات الموقع: 31°26′28″N 31°31′25″E / 31.441229°N 31.523487°E | قائمة مدن مصر على خريطة Egypt · قائمة مدن مصر |
| 18 | محلة دمنة   | غير معروف | 27,898 نسمة   | - قاعدة مركز محلة دمنة. - تأسست كمدينة سنة 2008. - إحداثيات الموقع: 31°04′32″N 31°29′45″E / 31.075425°N 31.495885°E | قائمة مدن مصر على خريطة Egypt · قائمة مدن مصر |
| 19 | نبروه       |           | 51,747 نسمة   | - قاعدة مركز نبروه. - تأسست كمدينة سنة 1991. - إحداثيات الموقع: 31°05′40″N 31°18′00″E / 31.0944°N 31.3°E | قائمة مدن مصر على خريطة Egypt · قائمة مدن مصر |

## مدن محافظة كفر الشيخ
تضم محافظة كفر الشيخ 14 مدينة، عاصمة المحافظة هي مدينة كفر الشيخ.
| م  | المدينة    | المدينة   | السكان (2018) | ملاحظات | الموقع في مصر                                 |
| -- | ---------- | --------- | ------------- | --- | --------------------------------------------- |
| 1  | كفر الشيخ  |           | 182,186 نسمة  | - عاصمة محافظة كفر الشيخ وقاعدة مركز كفر الشيخ. - مقسمة إلى قسمين إداريين: حي شرق وحي غرب. - تأسست كمدينة سنة 1871. - عرفت قديماً بـ دُمِينقون، دميلقون، دميلاقونة، كفر الشيخ طلحة. - إحداثيات الموقع: 31°06′42″N 30°56′45″E / 31.111667°N 30.945833°E                                          | قائمة مدن مصر على خريطة Egypt · قائمة مدن مصر |
| 2  | دِسوق       |           | 139,794 نسمة  | - قاعدة مركز دسوق. - مقسمة إلى قسمين إداريين: حي شمال وحي جنوب. - تأسست كمدينة منذ الألف الثامن قبل الميلاد (منذ حوالي 10 آلاف سنة). - عرفت قديماً بـ بي ديب، بوتوس، بوتو. واُعيد بنائها بموقعها الجديد وباسمها العربي الحالي. - إحداثيات الموقع: 31°07′32″N 30°38′42″E / 31.125556°N 30.645°E | قائمة مدن مصر على خريطة Egypt · قائمة مدن مصر |
| 3  | فُـوّه       |           | 87,451 نسمة   | - قاعدة مركز فوه. - تأسست منذ العصور الفرعونية. - عرفت قديماً بـ بُوْي أو بُؤِي. - إحداثيات الموقع: 31°12′12″N 30°33′01″E / 31.203258°N 30.550354°E | قائمة مدن مصر على خريطة Egypt · قائمة مدن مصر |
| 4  | مِطوُبِس      |           | 41,106 نسمة   | - قاعدة مركز مطوبس. - تأسست كمدينة سنة 1974. - عرفت قديماً بـ نطوبس الرمان، نطوبس البصل - إحداثيات الموقع: 31°17′30″N 30°31′20″E / 31.291667°N 30.522222°E | قائمة مدن مصر على خريطة Egypt · قائمة مدن مصر |
| 5  | بَلْطيم      |           | 48,015 نسمة   | - قاعدة مركز البرلس. - تأسست كمدينة سنة 1871. - عرفت قديماً بـ آتوم أو توم، ملطين (بحسب ابن بطوطة). - إحداثيات الموقع: 31°35′57″N 31°05′30″E / 31.599167°N 31.091667°E | قائمة مدن مصر على خريطة Egypt · قائمة مدن مصر |
| 6  | مصيف بَلْطيم |           | 37 نسمة       | - تتبع مركز البرلس. - تأسست كمدينة 2007. - إحداثيات الموقع: 31°35′50″N 31°06′31″E / 31.5972°N 31.1086°E | قائمة مدن مصر على خريطة Egypt · قائمة مدن مصر |
| 7  | الحامول    | غير معروف | 54,711 نسمة   | - قاعدة مركز الحامول. - تأسست كمدينة سنة 1979. - عرفت قديماً بـ عِزب الحامول. - إحداثيات الموقع: 31°18′36″N 31°08′32″E / 31.31°N 31.142222°E | قائمة مدن مصر على خريطة Egypt · قائمة مدن مصر |
| 9  | بِيَلا       |           | 83,398 نسمة   | - قاعدة مركز بيلا. - تأسست كمدينة سنة 1938. - عرفت قديماً بـ بِيُولا. - إحداثيات الموقع: 31°10′29″N 31°13′14″E / 31.174659°N 31.220434°E | قائمة مدن مصر على خريطة Egypt · قائمة مدن مصر |
| 9  | الرياض     | غير معروف | 22,708 نسمة   | - قاعدة مركز الرياض. - تأسست كمدينة سنة 1981. - عرفت قديماً بـ الوحّال، رياض الفؤادية، رياض كفر الشيخ. - إحداثيات الموقع: 31°14′12″N 30°56′43″E / 31.236546°N 30.945347°E | قائمة مدن مصر على خريطة Egypt · قائمة مدن مصر |
| 10 | سيدي سالم  |           | 41,864 نسمة   | - قاعدة مركز سيدي سالم. - تأسست كمدينة سنة 1951. - عرفت قديماً بـ الفراجون ثم اندثرت وظهر مكانها كوم سيدي سالم، ثم سُميت باسمها الحالي تيمناً بـ «سالم أبو جبارة المسلم الحسيني» أحد المتصوفة. - إحداثيات الموقع: 31°16′20″N 30°46′51″E / 31.272352°N 30.780809°E                               | قائمة مدن مصر على خريطة Egypt · قائمة مدن مصر |
| 11 | قَلّين       |           | 45,164 نسمة   | - قاعدة مركز قلين. - تأسست كمدينة سنة 1960. - إحداثيات الموقع: 31°02′47″N 30°51′16″E / 31.04639°N 30.854581°E | قائمة مدن مصر على خريطة Egypt · قائمة مدن مصر |
| 12 | سيدي غازي  |           | 26,344 نسمة   | - تتبع مركز كفر الشيخ. - تأسست كمدينة سنة 2014. - عرفت قديماً بـ دير شبرا كلسا، زاوية غازي، الكفر الغربي. - إحداثيات الموقع: 31°12′30″N 31°03′01″E / 31.208389°N 31.050242°E | قائمة مدن مصر على خريطة Egypt · قائمة مدن مصر |
| 13 | بُرج البُرلُّس |           | 56,481 نسمة   | - تتبع مركز البرلس. - تأسست كمدينة سنة 2014. - عرفت قديماً بـ نيكيولس، بارالوس، البرلس، البرج. - إحداثيات الموقع: 31°34′59″N 30°59′25″E / 31.583003°N 30.990339°E | قائمة مدن مصر على خريطة Egypt · قائمة مدن مصر |
| 14 | مِسِير       | غير معروف | 23,204 نسمة   | - تتبع مركز كفر الشيخ. - تأسست كمدينة سنة 2019 بعد اتحادها مع قرية مِنْيِة مِسِير. - عرفت مسير قديماً بـ مسير الكوم، أما منية مسير فقد عُرفت بعض الوقت بـ ميت مِسير، واتخذوا بعد اتحادهما الاسم الحالي. - إحداثيات الموقع: 31°03′37″N 31°00′31″E / 31.0603766°N 31.0086882°E                         | قائمة مدن مصر على خريطة Egypt · قائمة مدن مصر |

## مدن محافظة الغربية
تضم محافظة الغربية 8 مدن، عاصمة المحافظة هي مدينة طنطا.
| م | المدينة       | المدينة   | السكان (2017) | ملاحظات | الموقع في مصر                                 |
| - | ------------- | --------- | ------------- | --- | --------------------------------------------- |
| 1 | طنْطَا          |           | 504,855 نسمة  | - عاصمة محافظة الغربية وقاعدة مركز طنطا. - مقسمة إلى قسمين إداريين: حي أول وحي ثاني. - من المدن القديمة. - عرفت قديماً بـ طنطنت، طانيطاد، طندتا، طنطنة، طنتا. - إحداثيات الموقع: 30°47′00″N 31°00′00″E / 30.783333°N 31°E                                     | قائمة مدن مصر على خريطة Egypt · قائمة مدن مصر |
| 2 | المحلة الكبرى |           | 518,798 نسمة  | - قاعدة مركز المحلة الكبرى. - مقسمة إلى 3 أقسام إدارية: حي أول وحي ثان وحي ثالث. - من المدن القديمة. - عرفت قديماً بـ ديدوسيا، دَقَلا، محلة دقلا، محلة شرقيون، المحلة الكبيرة. - إحداثيات الموقع: 30°58′01″N 31°10′01″E / 30.967°N 31.167°E                     | قائمة مدن مصر على خريطة Egypt · قائمة مدن مصر |
| 3 | كفر الزَّيَّات    |           | 72,970 نسمة   | - قاعدة مركز كفر الزيات. - تأسست كمدينة سنة 1871. - عرفت قديماً بـ جريسان؛ وبُنيت من جديد شرق البلدة القديمة، ونُسبت إلى الحاج «علي الزيات» صاحب مصانع الزيت بها في القرن الحادي عشر الهجري. - إحداثيات الموقع: 30°49′11″N 30°49′27″E / 30.819722°N 30.824167°E | قائمة مدن مصر على خريطة Egypt · قائمة مدن مصر |
| 4 | زِفْتى          |           | 97,797 نسمة   | - قاعدة مركز زفتى. - تأسست كمدينة سنة 1871. - عرفت قديماً بـ زيبيتي، منية زفتة، زفيتي جواد. - إحداثيات الموقع: 30°43′00″N 31°15′00″E / 30.716667°N 31.25°E | قائمة مدن مصر على خريطة Egypt · قائمة مدن مصر |
| 5 | السّنْطة        |           | 40,109 نسمة   | - قاعدة مركز السنطة. - تأسست كمدينة سنة 1884. - عرفت قديماً بـ سدمنت. - إحداثيات الموقع: 30°44′50″N 31°07′50″E / 30.747309°N 31.130546°E | قائمة مدن مصر على خريطة Egypt · قائمة مدن مصر |
| 6 | قُطور          |           | 28,056 نسمة   | - قاعدة مركز قطور. - إحداثيات الموقع: 30°58′35″N 30°57′11″E / 30.9765°N 30.953179°E | قائمة مدن مصر على خريطة Egypt · قائمة مدن مصر |
| 7 | بَسْيون         | غير معروف | 65,737 نسمة   | - قاعدة مركز بسيون. - تأسست كمدينة سنة 1826. - عرفت قديماً بـ شبراصا، شبرا بسيون. - إحداثيات الموقع: 30°56′11″N 30°48′40″E / 30.936389°N 30.811111°E | قائمة مدن مصر على خريطة Egypt · قائمة مدن مصر |
| 8 | سَمَنُّود         |           | 76,975 نسمة   | - قاعدة مركز سمنود. - من المدن القديمة. - عرفت قديماً بـ سبنترت، سبنتر، سبنوتس. - إحداثيات الموقع: 30°57′44″N 31°14′33″E / 30.962222°N 31.2425°E | قائمة مدن مصر على خريطة Egypt · قائمة مدن مصر |

## مدن محافظة المنوفية
تضم محافظة المنوفية 10 مدن، عاصمة المحافظة هي مدينة شبين الكوم.
| م  | المدينة       | المدينة   | السكان (2017) | ملاحظات | الموقع في مصر                                 |
| -- | ------------- | --------- | ------------- | --- | --------------------------------------------- |
| 1  | شِبين الكوم    |           | 239,624 نسمة  | - عاصمة محافظة المنوفية وقاعدة مركز شبين الكوم. - مقسمة إلى قسمين إداريين: حي شرق، حي غرب. - تأسست كمدينة سنة 1826. - عرفت قديماً بـ شيبين السِّرِي. - إحداثيات الموقع: 30°33′31″N 31°00′36″E / 30.558611°N 31.01°E | قائمة مدن مصر على خريطة Egypt · قائمة مدن مصر |
| 2  | مدينة السادات |           | 63,953 نسمة   | - قاعدة مركز السادات، وفعلياً تحت إدارة هيئة المجتمعات العمرانية الجديدة. - تأسست سنة 1978. - كانت صحراء غير معمورة بها بئر اسمه بئر فيكتوريا. - إحداثيات الموقع: 30°22′52″N 30°31′36″E / 30.3811°N 30.5266°E    | قائمة مدن مصر على خريطة Egypt · قائمة مدن مصر |
| 3  | مِنُوف          |           | 112,423 نسمة  | - قاعدة مركز منوف. - من المدن القديمة. - عرفت قديماً بـ مِن نِفَر، بانوف رِيس، بانوفيس، بانوفيريس، أونوفيس، أونوفي، منوف العليا. - إحداثيات الموقع: 30°27′57″N 30°55′51″E / 30.465839°N 30.930805°E                  | قائمة مدن مصر على خريطة Egypt · قائمة مدن مصر |
| 4  | سِرس الليَّان    | غير معروف | 69,909 نسمة   | - تأسست كمدينة سنة 1975. - عرفت قديماً بـ سور، سرس، سرس القثاء، سرس الليانة. - إحداثيات الموقع: 30°26′32″N 30°58′09″E / 30.442222°N 30.969167°E                                                                  | قائمة مدن مصر على خريطة Egypt · قائمة مدن مصر |
| 5  | أَشْمُون         | غير معروف | 111,337 نسمة  | - قاعدة مركز أشمون. - تأسست كمدينة سنة 1826. - عرفت قديماً بـ شمومي، إشمومي، أشموم، أشموم الجريسات، أشمون جريس. - إحداثيات الموقع: 30°17′39″N 31°02′03″E / 30.294054°N 31.034203°E                               | قائمة مدن مصر على خريطة Egypt · قائمة مدن مصر |
| 6  | الباجور       |           | 56,306 نسمة   | - قاعدة مركز الباجور. - تأسست كمدينة سنة 1947. - عرفت قديماً بـ البيجور، بيجور. - إحداثيات الموقع: 30°26′00″N 31°03′25″E / 30.433282°N 31.056862°E                                                               | قائمة مدن مصر على خريطة Egypt · قائمة مدن مصر |
| 7  | قُوِيْسنا        | غير معروف | 58,746 نسمة   | - قاعدة مركز قويسنا. - تأسست كمدينة سنة 1897. - عرفت قديماً بـ قُوسَنِّيا، قوسينا. - إحداثيات الموقع: 30°33′51″N 31°09′26″E / 30.564183°N 31.157219°E                                                                | قائمة مدن مصر على خريطة Egypt · قائمة مدن مصر |
| 9  | بركة السبع    | غير معروف | 45,536 نسمة   | - قاعدة مركز بركة السبع. - تأسست كمدينة سنة 1960. - إحداثيات الموقع: 30°38′02″N 31°05′05″E / 30.63385°N 31.084785°E                                                                                             | قائمة مدن مصر على خريطة Egypt · قائمة مدن مصر |
| 9  | تَلَا           |           | 64,873 نسمة   | - قاعدة مركز تلا. - تأسست كمدينة سنة 1863. - إحداثيات الموقع: 30°40′48″N 30°56′38″E / 30.680108°N 30.943758°E                                                                                                   | قائمة مدن مصر على خريطة Egypt · قائمة مدن مصر |
| 10 | الشهداء       | غير معروف | 68,039 نسمة   | - قاعدة مركز الشهداء. - تأسست كمدينة سنة 1941. - عرفت قديماً بـ كفر الشهداء. - إحداثيات الموقع: 30°36′14″N 30°54′08″E / 30.603935°N 30.902109°E                                                                  | قائمة مدن مصر على خريطة Egypt · قائمة مدن مصر |

## مدن محافظة الشرقية
تضم محافظة الشرقية 19 مدينة، عاصمة المحافظة هي مدينة الزقازيق.
| م  | المدينة           | المدينة   | السكان (2017) | ملاحظات | الموقع في مصر                                 |
| -- | ----------------- | --------- | ------------- | --- | --------------------------------------------- |
| 1  | الزقازيق          |           | 380,980 نسمة  | - عاصمة محافظة الشرقية وقاعدة مركز الزقازيق. - مقسمة إلى قسمين إداريين: حي أول الزقازيق وحي ثان الزقازيق. - تأسست كمدينة سنة 1832. - عُرفت في بداية إنشائها بـ نزلة الزقازيق، وسُميت بهذا الاسم نسبة إلى عائلة زقزوق وبلدهم كفر الزقازيق المجاورة والتي قدموا منها، وهم أول من استعمر هذه الجهة بالتزامن مع إنشاء قناطر الزقازيق. - إحداثيات الموقع: 30°34′00″N 31°30′00″E / 30.566667°N 31.5°E | قائمة مدن مصر على خريطة Egypt · قائمة مدن مصر |
| 2  | العاشر من رمضان   |           | 217,884 نسمة  | - تتبع فعلياً لـهيئة المجتمعات العمرانية الجديدة. - تأسست سنة 1977. - إحداثيات الموقع: 30°18′23″N 31°44′29″E / 30.306503°N 31.741455°E | قائمة مدن مصر على خريطة Egypt · قائمة مدن مصر |
| 3  | منيا القمح        |           | 87,875 نسمة   | - قاعدة مركز منيا القمح. - تأسست كمدينة سنة 1875. - عرفت قديماً بـ منى القمح، منية القمح. - إحداثيات الموقع: 30°30′55″N 31°20′46″E / 30.515278°N 31.346111°E | قائمة مدن مصر على خريطة Egypt · قائمة مدن مصر |
| 4  | بِلْبيس             |           | 163,957 نسمة  | - قاعدة مركز بلبيس. - من المدن القديمة. - اسم بلبيس هو اسمها الأصلي، وورد لها عدة أسماء بالمصرية مثل: بَلبيس، بوسوك. - إحداثيات الموقع: 30°25′00″N 31°34′00″E / 30.416667°N 31.566667°E | قائمة مدن مصر على خريطة Egypt · قائمة مدن مصر |
| 5  | مشتول السوق       | غير معروف | 67,126 نسمة   | - قاعدة مركز مشتول السوق. - عرفت قديماً بـ مشتول. - إحداثيات الموقع: 30°21′38″N 31°22′39″E / 30.360556°N 31.3775°E | قائمة مدن مصر على خريطة Egypt · قائمة مدن مصر |
| 6  | القنايات          | غير معروف | 62,567 نسمة   | - تتبع مركز الزقازيق. - عرفت قديماً بـ القينيات. - إحداثيات الموقع: 30°37′08″N 31°27′40″E / 30.618889°N 31.461111°E | قائمة مدن مصر على خريطة Egypt · قائمة مدن مصر |
| 7  | أبو حَمّاد          | غير معروف | 38,060 نسمة   | - قاعدة مركز أبو حماد. - تأسست كمدينة سنة 1940. - عرفت قديماً بـ بانوب، منية الشباسي، أبو حماد، المسيد وأبو حماد. - إحداثيات الموقع: 30°32′40″N 31°40′47″E / 30.544376°N 31.679831°E | قائمة مدن مصر على خريطة Egypt · قائمة مدن مصر |
| 9  | القُرين            | غير معروف | 83,760 نسمة   | - تتبع مركز أبو حماد. - تأسست كمدينة سنة 1988. - إحداثيات الموقع: 30°36′06″N 31°44′39″E / 30.601771°N 31.744135°E | قائمة مدن مصر على خريطة Egypt · قائمة مدن مصر |
| 9  | هِهْيا              | غير معروف | 66,230 نسمة   | - قاعدة مركز ههيا. - تأسست كمدينة سنة 1826. - عرفت قديماً بـ هِهُو، هيهيه. - إحداثيات الموقع: 30°40′07″N 31°35′25″E / 30.668702°N 31.5904°E | قائمة مدن مصر على خريطة Egypt · قائمة مدن مصر |
| 10 | أبو كبير          | غير معروف | 136,725 نسمة  | - قاعدة مركز أبو كبير. - عرفت قديماً بـ بو كبير. - إحداثيات الموقع: 30°43′00″N 31°40′00″E / 30.716667°N 31.666667°E | قائمة مدن مصر على خريطة Egypt · قائمة مدن مصر |
| 11 | فاقوس             |           | 103,506 نسمة  | - قاعدة مركز فاقوس. - من المدن المصرية القديمة. - عرفت قديماً بـ باكِس، أفروس بوليس، فاقوسا. - إحداثيات الموقع: 30°44′00″N 31°48′00″E / 30.733333°N 31.8°E | قائمة مدن مصر على خريطة Egypt · قائمة مدن مصر |
| 12 | الصالحية الجديدة  |           | 52,509 نسمة   | - تتبع مركز فاقوس. - تأسست سنة 1982. - سُميت نسبة إلى قرية الصالحية المجاورة، والتي نُسبت بدورها إلى منشئها الملك الصالح «نجم الدين أيوب». - إحداثيات الموقع: 30°39′14″N 31°52′28″E / 30.653862°N 31.874371°E | قائمة مدن مصر على خريطة Egypt · قائمة مدن مصر |
| 13 | الإبراهيمية       | غير معروف | 47,612 نسمة   | - قاعدة مركز الإبراهيمية. - سُميت بهذا الاسم نسبة إلى «إبراهيم باشا بن محمد علي باشا الكبير» تخليداً لذكراه بمناسبة عودته من حرب المورة. - إحداثيات الموقع: 30°43′06″N 31°33′47″E / 30.7183986°N 31.5630861°E | قائمة مدن مصر على خريطة Egypt · قائمة مدن مصر |
| 14 | ديرب نجم          | غير معروف | 71,653 نسمة   | - قاعدة مركز ديرب نجم. - عرفت قديماً بـ ديرب قليب، ديرب أولاد نجم. - إحداثيات الموقع: 30°45′05″N 31°27′28″E / 30.751389°N 31.457778°E | قائمة مدن مصر على خريطة Egypt · قائمة مدن مصر |
| 15 | كفر صقر           | غير معروف | 39,412 نسمة   | - قاعدة مركز كفر صقر. - تأسست كمدينة سنة 1884. - عرفت قديماً بـ كفر أبو صقر. - إحداثيات الموقع: 30°47′47″N 31°37′34″E / 30.796389°N 31.626111°E | قائمة مدن مصر على خريطة Egypt · قائمة مدن مصر |
| 16 | أولاد صقر         | غير معروف | 29,067 نسمة   | - قاعدة مركز أولاد صقر. - إحداثيات الموقع: 30°55′49″N 31°41′51″E / 30.9303418°N 31.6974966°E | قائمة مدن مصر على خريطة Egypt · قائمة مدن مصر |
| 17 | الحسينية          | غير معروف | 44,835 نسمة   | - قاعدة مركز الحسينية. - إحداثيات الموقع: 30°51′40″N 31°55′11″E / 30.8610931°N 31.919806°E | قائمة مدن مصر على خريطة Egypt · قائمة مدن مصر |
| 18 | صان الحجر القبلية |           | 27,413 نسمة   | - قاعدة مركز صان الحجر. - من المدن القديمة، وأعيد تأسيسها كمدينة سنة 2013. - عرفت قديماً بـ صان، صاني، تانيس، صان الحجر. ثم قُسمت سنة 1932 فعُرفت البلدة القديمة بالقبلية. - إحداثيات الموقع: 30°58′37″N 31°52′48″E / 30.976944°N 31.88°E | قائمة مدن مصر على خريطة Egypt · قائمة مدن مصر |
| 19 | منشأة أبو عمر     | غير معروف | 19,955 نسمة   | - قاعدة مركز منشأة أبو عمر. - تأسست كمدينة سنة 2014. - إحداثيات الموقع: 30°54′24″N 32°01′23″E / 30.9067121°N 32.0231519°E | قائمة مدن مصر على خريطة Egypt · قائمة مدن مصر |

## مدن محافظة بورسعيد
تضم محافظة بورسعيد مدينتان. عاصمة المحافظة هي مدينة بورسعيد.
| م | المدينة | المدينة | السكان (2017) | ملاحظات | الموقع في مصر                                 |
| - | ------- | ------- | ------------- | --- | --------------------------------------------- |
| 1 | بورسعيد |         | 646,006 نسمة  | - عاصمة محافظة بورسعيد. - مقسمة إلى 7 أقسام إدارية: حي شرق، حي جنوب، حي غرب، حي العرب، حي الضواحي، حي الزهور، حي المناخ. - تأسست سنة 1859. - سُميّت تيمناً باسم محمد سعيد باشا والي مصر. - إحداثيات الموقع: 31°16′N 32°17′E / 31.26°N 32.29°E | قائمة مدن مصر على خريطة Egypt · قائمة مدن مصر |
| 2 | بورفؤاد |         | 96,433 نسمة   | - تأسست سنة 1925. - سُميّت تيمناً باسم الملك فؤاد الأول. - إحداثيات الموقع: 31°15′00″N 32°19′00″E / 31.25°N 32.316667°E | قائمة مدن مصر على خريطة Egypt · قائمة مدن مصر |

## مدن محافظة الإسماعيلية
تضم محافظة الإسماعيلية 7 مدن، عاصمة المحافظة هي مدينة الإسماعيلية.
| م | المدينة          | المدينة   | السكان (2017) | ملاحظات | الموقع في مصر                                 |
| - | ---------------- | --------- | ------------- | --- | --------------------------------------------- |
| 1 | الإسماعيلية      |           | 384,351 نسمة  | - عاصمة محافظة الإسماعيلية وقاعدة مركز الإسماعيلية. - مقسمةّ إلى 3 أقسام إدارية: حي الإسماعيلية أول، حي الإسماعيلية ثان، حي الإسماعيلية ثالث. - تأسست سنة 1862. - عرفت عند تأسيسها بـ مدينة التمساح، وعند افتتاحها رسمياً سنة 1863 تغير اسمها إلى الاسم الحالي. - إحداثيات الموقع: 30°35′00″N 32°16′00″E / 30.583333°N 32.266667°E | قائمة مدن مصر على خريطة Egypt · قائمة مدن مصر |
| 2 | فايد             |           | 31,382 نسمة   | - قاعدة مركز فايد. - تأسست كمدينة سنة 1965. - إحداثيات الموقع: 30°19′34″N 32°17′55″E / 30.326111°N 32.298611°E | قائمة مدن مصر على خريطة Egypt · قائمة مدن مصر |
| 3 | القنطرة شرق      |           | 28,465 نسمة   | - قاعدة مركز القنطرة شرق. - تأسست كمدينة سنة 1979. - عرفت قديماً بـ قنطرة الجسر، القنطرة، القنطرة الشرقية. - إحداثيات الموقع: 30°51′N 32°19′E / 30.85°N 32.31°E | قائمة مدن مصر على خريطة Egypt · قائمة مدن مصر |
| 4 | القنطرة غرب      | غير معروف | 42,594 نسمة   | - قاعدة مركز القنطرة غرب. - سُميت بهذا الاسم باعتبارها مقابلة تجاه الغرب (غرب قناة السويس) لمدينة القنطرة شرق. - إحداثيات الموقع: 30°49′52″N 32°18′01″E / 30.831071°N 32.300393°E | قائمة مدن مصر على خريطة Egypt · قائمة مدن مصر |
| 5 | التل الكبير      |           | 42,028 نسمة   | - قاعدة مركز التل الكبير. - تأسست كمدينة سنة 1959. - عرفت قديماً بـ بيتوم، بوتوموس، وادي السدير، وادي العباسة، وادي الطميلات، الشرقي. - إحداثيات الموقع: 30°32′44″N 31°46′41″E / 30.545556°N 31.778056°E | قائمة مدن مصر على خريطة Egypt · قائمة مدن مصر |
| 6 | أبو صوير المحطة  |           | 29,323 نسمة   | - قاعدة مركز أبو صوير. - إحداثيات الموقع: 30°33′48″N 32°06′56″E / 30.5632677°N 32.115535°E | قائمة مدن مصر على خريطة Egypt · قائمة مدن مصر |
| 7 | القصاصين الجديدة | غير معروف | 21,804 نسمة   | - قاعدة مركز القصاصين. - تأسست كمدينة سنة 1993. - عرفت قديماً بـ نظارة الجديدة، نظارة القديمة وما معها، قصاصين الوادي وما معها. والاسم "القصاصين" منسوب إلى جماعة من العرب عرفوا بـ "عرب القصاصين". - إحداثيات الموقع: 30°34′00″N 31°56′00″E / 30.566667°N 31.933333°E                                                            | قائمة مدن مصر على خريطة Egypt · قائمة مدن مصر |

## مدن محافظة السويس
السويس عبارة عن محافظة ذات مدينة واحدة، أي أنها محافظة تقع كل أقسامها الإدارية ضمن الحدود الإدارية لمدينة واحدة.
| م | المدينة | المدينة | السكان (2017) | ملاحظات | الموقع في مصر                                 |
| - | ------- | ------- | ------------- | --- | --------------------------------------------- |
| 1 | السويس  |         | 728,180 نسمة  | - عاصمة محافظة السويس. - مقسمة إلى 5 أقسام إدارية: حي السويس، حي الأربعين، حي عتاقة، حي الجناين، حي فيصل. - من المدن القديمة. - عرفت قديماً بـ كليزما، القلزم. - إحداثيات الموقع: 29°58′00″N 32°33′00″E / 29.966667°N 32.55°E | قائمة مدن مصر على خريطة Egypt · قائمة مدن مصر |

## مدن محافظة شمال سيناء
تضم محافظة شمال سيناء 6 مدن، عاصمة المحافظة هي مدينة العريش.
| م | المدينة    | المدينة   | السكان (2017) | ملاحظات | الموقع في مصر                                 |
| - | ---------- | --------- | ------------- | --- | --------------------------------------------- |
| 1 | العريش     |           | 189,898 نسمة  | - عاصمة محافظة شمال سيناء وقاعدة مركز العريش. - مدينة قديمة، عرفت قديماً بـ رينوكورورا. - تتكون المدينة من أربع أقسام: أول وثاني وثالث ورابع. - إحداثيات الموقع: 31°07′00″N 33°48′00″E / 31.116667°N 33.8°E | قائمة مدن مصر على خريطة Egypt · قائمة مدن مصر |
| 2 | الشّيخ زُوَيِّد | غير معروف | 25,207 نسمة   | - قاعدة مركز الشيخ زويد. - إحداثيات الموقع: 31°12′43″N 34°06′38″E / 31.211944°N 34.110556°E | قائمة مدن مصر على خريطة Egypt · قائمة مدن مصر |
| 3 | رَفَح        |           | 41,720 نسمة   | - قاعدة مركز رفح. - مدينة قديمة. - عرفت قديماً بـ رابوه، ربيخي، رافيا. - إحداثيات الموقع: 31°16′51″N 34°14′29″E / 31.280833°N 34.241389°E                                                                   | قائمة مدن مصر على خريطة Egypt · قائمة مدن مصر |
| 4 | بئر العبد  | غير معروف | 24,844 نسمة   | - قاعدة مركز بئر العبد. - إحداثيات الموقع: 31°01′12″N 33°00′44″E / 31.0201031°N 33.0121994°E | قائمة مدن مصر على خريطة Egypt · قائمة مدن مصر |
| 5 | الحَسَنَة     | غير معروف | 1,667 نسمة    | - قاعدة مركز الحسنة. - عرفت قديماً بـ الحسانة. - إحداثيات الموقع: 30°27′52″N 33°47′01″E / 30.464444°N 33.783611°E                                                                                           | قائمة مدن مصر على خريطة Egypt · قائمة مدن مصر |
| 6 | نَخِل        | غير معروف | 1,682 نسمة    | - قاعدة مركز نخل. - عرفت قديماً بـ نَخِر، نِخْل، بطن نَخِر، بطن نخل، نَخْل. - إحداثيات الموقع: 29°54′29″N 33°44′44″E / 29.9080253°N 33.7455576°E                                                                    | قائمة مدن مصر على خريطة Egypt · قائمة مدن مصر |

## مدن محافظة جنوب سيناء
تضم محافظة جنوب سيناء 9 مدن، عاصمة المحافظة هي مدينة الطور.
| م | المدينة     | المدينة | السكان (2017) | ملاحظات | الموقع في مصر                                 |
| - | ----------- | ------- | ------------- | --- | --------------------------------------------- |
| 1 | الطور       |         | 33,576 نسمة   | - عاصمة محافظة جنوب سيناء. - من المدن القديمة. - تعرف أيضاً بـ طور سيناء. - إحداثيات الموقع: 28°14′30″N 33°37′25″E / 28.2418°N 33.6236°E | قائمة مدن مصر على خريطة Egypt · قائمة مدن مصر |
| 2 | شرم الشيخ   |         | 13,671 نسمة   | - عرفت قديماً بـ عوفيرا. - إحداثيات الموقع: 27°52′15″N 34°18′03″E / 27.8708°N 34.3008°E                                                  | قائمة مدن مصر على خريطة Egypt · قائمة مدن مصر |
| 3 | دهب         |         | 816 نسمة      | - عرفت قديماً بـ دِزاهاف. - إحداثيات الموقع: 28°29′40″N 34°29′57″E / 28.4945°N 34.4991°E                                                  | قائمة مدن مصر على خريطة Egypt · قائمة مدن مصر |
| 4 | نويبع       |         | 1,502 نسمة    | - عرفت قديماً بـ نيفيوت. - إحداثيات الموقع: 29°02′09″N 34°39′44″E / 29.03578°N 34.66214°E                                                | قائمة مدن مصر على خريطة Egypt · قائمة مدن مصر |
| 5 | طابا        |         | 486 نسمة      | - عرفت قديماً بـ بئر طابا. - تأسست كمدينة سنة 2012. - إحداثيات الموقع: 29°29′35″N 34°53′36″E / 29.49295°N 34.89339°E                     | قائمة مدن مصر على خريطة Egypt · قائمة مدن مصر |
| 6 | سانت كاترين |         | 1,116 نسمة    | - عرفت قديماً بـ الدِّير نسبة إلى دير سانت كاترين. - إحداثيات الموقع: 28°33′51″N 33°57′09″E / 28.56419°N 33.95256°E                        | قائمة مدن مصر على خريطة Egypt · قائمة مدن مصر |
| 7 | أبو رديس    |         | 5,414 نسمة    | - إحداثيات الموقع: 28°54′13″N 33°11′15″E / 28.9036°N 33.1875°E                                                                          | قائمة مدن مصر على خريطة Egypt · قائمة مدن مصر |
| 8 | أبو زنيمة   |         | 4,238 نسمة    | - إحداثيات الموقع: 29°03′10″N 33°06′10″E / 29.05267°N 33.10280°E                                                                        | قائمة مدن مصر على خريطة Egypt · قائمة مدن مصر |
| 9 | رأس سدر     |         | 6,321 نسمة    | - إحداثيات الموقع: 29°35′30″N 32°43′17″E / 29.5917°N 32.7213°E                                                                          | قائمة مدن مصر على خريطة Egypt · قائمة مدن مصر |

## مدن محافظة بني سويف
تضم محافظة بني سويف 8 مدينة، عاصمة المحافظة هي مدينة بني سويف.
| م | المدينة          | المدينة   | السكان (2017) | ملاحظات | الموقع في مصر                                 |
| - | ---------------- | --------- | ------------- | --- | --------------------------------------------- |
| 1 | بني سويف         |           | 233,808 نسمة  | - عاصمة محافظة بني سويف وقاعدة مركز بني سويف. - تأسست كمدينة سنة 1821. - عرفت قديماً بـ بوفيسا، منفسويه، بنمسويه. - إحداثيات الموقع: 29°04′00″N 31°05′00″E / 29.066667°N 31.083333°E                                                                                    | قائمة مدن مصر على خريطة Egypt · قائمة مدن مصر |
| 2 | بني سويف الجديدة |           | 27,629 نسمة   | - تتبع مركز بني سويف، وفعلياً تحت إدارة هيئة المجتمعات العمرانية الجديدة. - تأسست سنة 1986. - سُميت نسبة إلى مدينة بني سويف. - إحداثيات الموقع: 29°02′07″N 31°06′58″E / 29.0351616°N 31.1161333°E                                                                        | قائمة مدن مصر على خريطة Egypt · قائمة مدن مصر |
| 3 | الواسْطَى          | غير معروف | 49,534 نسمة   | - قاعدة مركز الواسطى. - تأسست كمدينة سنة 1886. - عرفت قديماً بـ جزيرة الوسطا، الواسطى، الواسطا. - إحداثيات الموقع: 29°20′14″N 31°12′13″E / 29.337222°N 31.203611°E | قائمة مدن مصر على خريطة Egypt · قائمة مدن مصر |
| 4 | ناصر             | غير معروف | 116,791 نسمة  | - قاعدة مركز ناصر. - من المدن القديمة. - عرفت قديماً بـ سمِن حور (مدينة وزة حورس) بوس، بوسيم، بوشين، بوش قره، بوش. - إحداثيات الموقع: 29°10′11″N 31°06′09″E / 29.16985°N 31.102638°E                                                                                     | قائمة مدن مصر على خريطة Egypt · قائمة مدن مصر |
| 5 | إهناسيا          | غير معروف | 54,831 نسمة   | - قاعدة مركز إهناسيا. - من المدن القديمة. - عرفت قديماً بـ هات نِن نسوت، هِنِن نسوت، نِن نسو، خنسو، خنسي، هراقليو بوليس ماجنا (هراقليو بوليس الكبرى)، خناس، خنيس، إهناس، إهناس المدينة، إهناسية المدينة. - إحداثيات الموقع: 29°05′08″N 30°56′04″E / 29.085556°N 30.934444°E | قائمة مدن مصر على خريطة Egypt · قائمة مدن مصر |
| 6 | بِبا              | غير معروف | 81,041 نسمة   | - قاعدة مركز ببا. - تأسست كمدينة سنة 1857. - عرفت قديماً بـ بابو، بَبَا، ببا الكبرى. - إحداثيات الموقع: 28°55′18″N 30°59′04″E / 28.921782°N 30.984449°E | قائمة مدن مصر على خريطة Egypt · قائمة مدن مصر |
| 7 | سمسطا            | غير معروف | 55,610 نسمة   | - قاعدة مركز سمسطا. - عرفت قديماً بـ ترفة، سُمُسْطا الوَقْف. - إحداثيات الموقع: 28°55′14″N 30°51′11″E / 28.9204305°N 30.8530544°E | قائمة مدن مصر على خريطة Egypt · قائمة مدن مصر |
| 8 | الفَشْن            | غير معروف | 96,722 نسمة   | - قاعدة مركز الفشن. - تأسست كمدينة سنة 1721. - عرفت قديماً بـ فنشي، الفنش. - إحداثيات الموقع: 28°49′22″N 30°53′57″E / 28.822718°N 30.899205°E | قائمة مدن مصر على خريطة Egypt · قائمة مدن مصر |

## مدن محافظة الفيوم
تضم محافظة الفيوم 7 مدن، عاصمة المحافظة هي مدينة الفيوم.
| م | المدينة        | المدينة   | السكان (2017) | ملاحظات | الموقع في مصر                                 |
| - | -------------- | --------- | ------------- | --- | --------------------------------------------- |
| 1 | الفُيُّوم         |           | 472,314 نسمة  | - عاصمة محافظة الفيوم وقاعدة مركز الفيوم. - من المدن القديمة. - عرفت قديماً بـ شِديت أو شادات (أي: الجزيرة)، بِر سِبِك (أي: دار التمساح)، كروكوديل بوليس (مدينة التمساح)، فيلادف - أرسينويه (أرسينويه هو اسم زوجة بطليموس الثاني)، بيوم (أي: بلاد البحيرة)، فيوم. - إحداثيات الموقع: 29°18′30″N 30°50′39″E / 29.308374°N 30.844105°E | قائمة مدن مصر على خريطة Egypt · قائمة مدن مصر |
| 2 | الفُيُّوم الجديدة |           | 394 نسمة      | - تتبع مركز إطسا، وفعلياً تحت إدارة هيئة المجتمعات العمرانية الجديدة. - تأسست سنة 2000. - سُميت نسبة إلى مدينة الفيوم. - إحداثيات الموقع: 29°13′21″N 30°53′40″E / 29.2226352°N 30.8943857°E | قائمة مدن مصر على خريطة Egypt · قائمة مدن مصر |
| 3 | طَامِيِّة          | غير معروف | 66,495 نسمة   | - قاعدة مركز طامية. - عرفت قديماً بـ منية البطس، طميّة. - إحداثيات الموقع: 29°28′41″N 30°57′27″E / 29.478011°N 30.957384°E | قائمة مدن مصر على خريطة Egypt · قائمة مدن مصر |
| 4 | سنورس          |           | 121,516 نسمة  | - قاعدة مركز سنورس. - تأسست كمدينة سنة 1871. - عرفت قديماً بـ بسِنوريس. - إحداثيات الموقع: 29°24′26″N 30°52′00″E / 29.407222°N 30.866667°E | قائمة مدن مصر على خريطة Egypt · قائمة مدن مصر |
| 5 | إطسا           | غير معروف | 67,666 نسمة   | - قاعدة مركز إطسا. - تأسست كمدينة سنة 1891. - عرفت قديماً بـ أطسا. - إحداثيات الموقع: 29°14′15″N 30°47′22″E / 29.2375°N 30.789444°E | قائمة مدن مصر على خريطة Egypt · قائمة مدن مصر |
| 6 | إبشواي         | غير معروف | 78,430 نسمة   | - قاعدة مركز إبشواي. - تأسست كمدينة سنة 1929. - عرفت قديماً بـ اْبشَيْه، اْبشَيْه الرمان، إبشاواي الرمان. - إحداثيات الموقع: 29°26′41″N 30°42′38″E / 29.44474°N 30.710678°E | قائمة مدن مصر على خريطة Egypt · قائمة مدن مصر |
| 7 | يوسف الصديق    | غير معروف | 21,810 نسمة   | - قاعدة مركز يوسف الصديق. - سُميت بهذا الاسم نسبة إلى النبي يوسف. - إحداثيات الموقع: 29°21′38″N 30°26′48″E / 29.3605296°N 30.4467867°E | قائمة مدن مصر على خريطة Egypt · قائمة مدن مصر |

## مدن محافظة المنيا
تضم محافظة المنيا 10 مدن، عاصمة المحافظة هي مدينة المنيا.
| م  | المدينة         | المدينة   | السكان (2017) | ملاحظات | الموقع في مصر                                 |
| -- | --------------- | --------- | ------------- | --- | --------------------------------------------- |
| 1  | المنيا          |           | 244,101 نسمة  | - عاصمة محافظة المنيا وقاعدة مركز المنيا. - من المدن القديمة. - عرفت قديماً بـ تِموني، تمونِ خوفو (أي: مُرضعة خوفو)، منية ابن الخصيب (نسبة إلى «الخصيب بن حميد»؛ صاحب خراج مصر من قِبل أمير المؤمنين «هارون الرشيد»)، منية الخصيب، منية بني خصيب، المنية، المنيا الحائط. - إحداثيات الموقع: 28°07′10″N 30°44′40″E / 28.119444°N 30.744444°E | قائمة مدن مصر على خريطة Egypt · قائمة مدن مصر |
| 2  | المنيا الجديدة  |           | 15,036 نسمة   | - تتبع مركز المنيا، وفعلياً تحت إدارة هيئة المجتمعات العمرانية الجديدة. - تأسست سنة 1986. - إحداثيات الموقع: 28°05′06″N 30°48′13″E / 28.084929°N 30.803678°E | قائمة مدن مصر على خريطة Egypt · قائمة مدن مصر |
| 3  | العدوة          | غير معروف | 22,457 نسمة   | - قاعدة مركز العدوة. - إحداثيات الموقع: 28°42′N 30°45′E / 28.7°N 30.75°E | قائمة مدن مصر على خريطة Egypt · قائمة مدن مصر |
| 4  | مَغَاغَة           |           | 101,756 نسمة  | - قاعدة مركز مغاغة. - تأسست كمدينة سنة 1890. - عرفت قديماً بـ نموى، وضمت لها ناحية جزيرة الحجر سنة 1516 وسميت باسمها الحالي نسبة إلى جماعة من العرب هم بنو مغاغة. - إحداثيات الموقع: 28°39′N 30°51′E / 28.65°N 30.85°E | قائمة مدن مصر على خريطة Egypt · قائمة مدن مصر |
| 5  | بني مزار        | غير معروف | 99,641 نسمة   | - قاعدة مركز بني مزار. - تأسست كمدينة سنة 1821. - عرفت قديماً بـ شِنوت (أي: مخزن الحبوب)، شِنوداة، شِنودة، جَيْر شنودة. بني نزار (نسبة إلى جماعة من العرب الذين استوطنوها). - إحداثيات الموقع: 28°30′N 30°48′E / 28.5°N 30.8°E | قائمة مدن مصر على خريطة Egypt · قائمة مدن مصر |
| 6  | مَطَاي            | غير معروف | 70,865 نسمة   | - قاعدة مركز مطاي. - إحداثيات الموقع: 28°25′00″N 30°45′00″E / 28.416667°N 30.75°E | قائمة مدن مصر على خريطة Egypt · قائمة مدن مصر |
| 7  | سَمَالُوط          |           | 122,232 نسمة  | - قاعدة مركز سمالوط. - تأسست كمدينة سنة 1880. - عرفت قديماً بـ سَملُّوط. - إحداثيات الموقع: 28°18′00″N 30°43′00″E / 28.3°N 30.716667°E | قائمة مدن مصر على خريطة Egypt · قائمة مدن مصر |
| 8  | المدينة الفكرية |           | 77,695 نسمة   | - قاعدة مركز أبو قرقاص. - تأسست سنة 1897. - تُنسب إلى «أمين باشا فكري» مدير الدائرة السنية وقت إنشائها. - إحداثيات الموقع: 27°56′00″N 30°50′00″E / 27.933333°N 30.833333°E | قائمة مدن مصر على خريطة Egypt · قائمة مدن مصر |
| 9  | مَلّوي            |           | 183,018 نسمة  | - قاعدة مركز ملوي. - تأسست كمدينة سنة 1831. - عرفت قديماً بـ مَنلاو، مّتْلَوِي (بحسب ابن بطوطة)، ملّوي، ملّوي العريش. - إحداثيات الموقع: 27°44′00″N 30°50′00″E / 27.733333°N 30.833333°E | قائمة مدن مصر على خريطة Egypt · قائمة مدن مصر |
| 10 | دِير مَوَاس        | غير معروف | 52,363 نسمة   | - قاعدة مركز دير مواس. - عرفت قديماً بـ دير ماواس. - إحداثيات الموقع: 27°38′00″N 30°51′00″E / 27.633333°N 30.85°E | قائمة مدن مصر على خريطة Egypt · قائمة مدن مصر |

## مدن محافظة أسيوط
تضم محافظة أسيوط 11 مدينة، عاصمة المحافظة هي مدينة أسيوط.
| م  | المدينة       | المدينة   | السكان (2017) | ملاحظات | الموقع في مصر                                 |
| -- | ------------- | --------- | ------------- | --- | --------------------------------------------- |
| 1  | أسيوط         |           | 458,468 نسمة  | - عاصمة محافظة أسيوط وقاعدة مركز أسيوط. - تقسم إلى قسمين إداريين: حي شرق وحي غرب. - من المدن القديمة. - عرفت قديماً بـ أتف خونتي، سوات (أي: حارس الطريق)، سيّا أوتو، ليكو بوليس (أي: مدينة الذئب)، سِيوت، سيوط. - إحداثيات الموقع: 27°11′00″N 31°10′00″E / 27.183333°N 31.166667°E             | قائمة مدن مصر على خريطة Egypt · قائمة مدن مصر |
| 2  | أسيوط الجديدة |           | 8,003 نسمة    | - تتبع مركز الفتح، وفعلياً تحت إدارة هيئة المجتمعات العمرانية الجديدة. - تأسست سنة 2000. - إحداثيات الموقع: 27°06′N 31°06′E / 27.1°N 31.1°E | قائمة مدن مصر على خريطة Egypt · قائمة مدن مصر |
| 3  | دَيْرُوط         |           | 88,944 نسمة   | - قاعدة مركز ديروط. - عرفت قديماً بـ تِروت، تروت صربامون، دروط سربان، دروت سربام، دروط سربام، دروط الشريف، ديروط الشريف. - إحداثيات الموقع: 27°34′00″N 30°49′00″E / 27.566667°N 30.816667°E                                                                                                   | قائمة مدن مصر على خريطة Egypt · قائمة مدن مصر |
| 4  | مَنْفَلوط        | غير معروف | 102,266 نسمة  | - قاعدة مركز منفلوط. - من المدن القديمة. - عرفت قديماً بـ مَنبلوط، القرارية. - إحداثيات الموقع: 27°19′00″N 30°58′00″E / 27.316667°N 30.966667°E | قائمة مدن مصر على خريطة Egypt · قائمة مدن مصر |
| 5  | القوصية       |           | 86,366 نسمة   | - قاعدة مركز القوصية. - من المدن القديمة. - عرفت قديماً بـ قيست، قاس، كوسيس، كوسوس، كوس، قوص قام، قسقام ميسارة، القوصي. - إحداثيات الموقع: 27°26′40″N 30°49′00″E / 27.444444°N 30.816667°E                                                                                                   | قائمة مدن مصر على خريطة Egypt · قائمة مدن مصر |
| 6  | أَبْنُوب         | غير معروف | 96,945 نسمة   | - قاعدة مركز أبنوب. - تأسست كمدينة سنة 1851. - عرفت قديماً بـ بِر حور نوب، هات نوبت، أبنوب النصارى. - إحداثيات الموقع: 27°16′11″N 31°09′04″E / 27.269722°N 31.151111°E | قائمة مدن مصر على خريطة Egypt · قائمة مدن مصر |
| 7  | أبو تيج       | غير معروف | 91,417 نسمة   | - قاعدة مركز أبو تيج. - من المدن القديمة. - عرفت قديماً بـ با شنا (أي: المخزن)، أبوثيكي، تابوثيكين، بو تيج. - إحداثيات الموقع: 27°02′12″N 31°19′41″E / 27.036667°N 31.328056°E | قائمة مدن مصر على خريطة Egypt · قائمة مدن مصر |
| 8  | الغنايم       |           | 61,474 نسمة   | - قاعدة مركز الغنايم. - تكوّنت في أول الأمر كقرية باسمها الحالي (سنة 1814)، ثم أصبحت الغنايم بحري تمييزاً لها عن قرى استحدثت في القرن العشرين: الغنايم قبلي، والغنايم الشرقية، الغنايم الغربية، ثم ضمواً معاً بالاسم الحالي. - إحداثيات الموقع: 26°52′29″N 31°19′45″E / 26.874722°N 31.329167°E | قائمة مدن مصر على خريطة Egypt · قائمة مدن مصر |
| 9  | ساحل سليم     | غير معروف | 46,912 نسمة   | - قاعدة مركز ساحل سليم. - عرفت قديماً بـ سيلين، شرقية سيلين، ساحل سيلين، ساحل سليم، الساحل. - إحداثيات الموقع: 26°52′29″N 31°19′45″E / 26.874722°N 31.329167°E | قائمة مدن مصر على خريطة Egypt · قائمة مدن مصر |
| 10 | البداري       | غير معروف | 48,599 نسمة   | - قاعدة مركز البداري. - تأسست كمدينة سنة 1896. - عرفت قديماً بـ بادارنوس، بَردّنِيس. - إحداثيات الموقع: 26°59′33″N 31°24′56″E / 26.9925°N 31.4156°E | قائمة مدن مصر على خريطة Egypt · قائمة مدن مصر |
| 11 | صِدفا          | غير معروف | 26,214 نسمة   | - قاعدة مركز صدفا. - عرفت قديماً بـ سدفة. - إحداثيات الموقع: 26°57′59″N 31°22′48″E / 26.9664203°N 31.3799611°E | قائمة مدن مصر على خريطة Egypt · قائمة مدن مصر |

## مدن محافظة الوادي الجديد
تضم محافظة الوادي الجديد 5 مدن، عاصمة المحافظة هي مدينة الخارجة.
| م | المدينة  | المدينة | السكان (2017) | ملاحظات | الموقع في مصر                                 |
| - | -------- | ------- | ------------- | --- | --------------------------------------------- |
| 1 | الخَارْجَة  |         | 71,936 نسمة   | - عاصمة محافظة الوادي الجديد وقاعدة مركز الخارجة. - من المدن القديمة. - عرفت قديماً بـ هيبيس، هيبوس، الحيبة. - إحداثيات الموقع: 25°26′18″N 30°33′30″E / 25.438333°N 30.558333°E | قائمة مدن مصر على خريطة Egypt · قائمة مدن مصر |
| 2 | باريس    |         | 5,568 نسمة    | - قاعدة مركز باريس. - عرفت قديماً بـ تخونِميريس، إريس، بيريس. - إحداثيات الموقع: 24°39′12″N 30°35′43″E / 24.653258°N 30.595322°E                                                 | قائمة مدن مصر على خريطة Egypt · قائمة مدن مصر |
| 3 | مُوط      |         | 23,216 نسمة   | - قاعدة مركز الداخلة. - من المدن القديمة. - يُنسب اسمها إلى موط زوجة الإله آمون وأم الإله خونسو. - إحداثيات الموقع: 25°29′23″N 28°59′13″E / 25.4897°N 28.9869°E                 | قائمة مدن مصر على خريطة Egypt · قائمة مدن مصر |
| 4 | الفرافرة |         | 6,817 نسمة    | - قاعدة مركز الفرافرة. - إحداثيات الموقع: 27°03′30″N 27°58′12″E / 27.058333°N 27.97°E                                                                                          | قائمة مدن مصر على خريطة Egypt · قائمة مدن مصر |
| 5 | بلاط     |         | 3,457 نسمة    | - قاعدة مركز بلاط. - إحداثيات الموقع: 25°34′53″N 29°14′48″E / 25.581284°N 29.246542°E                                                                                          | قائمة مدن مصر على خريطة Egypt · قائمة مدن مصر |

## مدن محافظة البحر الأحمر
تضم محافظة البحر الأحمر 7 مدن، عاصمة المحافظة هي مدينة الغردقة.
| م | المدينة  | المدينة   | السكان (2017) | ملاحظات | الموقع في مصر                                 |
| - | -------- | --------- | ------------- | --- | --------------------------------------------- |
| 1 | الغردقة  |           | 190,632 نسمة  | - عاصمة محافظة البحر الأحمر. - عرفت قديماً بـ هرغادة نسبة إلى منطقتها الصحراوية التي عُرفت بـ ديشة هرغادة. - إحداثيات الموقع: 27°15′28″N 33°48′42″E / 27.257778°N 33.811667°E | قائمة مدن مصر على خريطة Egypt · قائمة مدن مصر |
| 2 | رأس غارب |           | 41,272 نسمة   | - إحداثيات الموقع: 28°21′35″N 33°04′39″E / 28.359722°N 33.0775°E | قائمة مدن مصر على خريطة Egypt · قائمة مدن مصر |
| 3 | سفاجا    |           | 49,358 نسمة   | - تأسست كمدينة سنة 1972. - إحداثيات الموقع: 26°44′00″N 33°56′00″E / 26.733333°N 33.933333°E                                                                                 | قائمة مدن مصر على خريطة Egypt · قائمة مدن مصر |
| 4 | القصير   |           | 46,747 نسمة   | - من المدن القديمة. - إحداثيات الموقع: 26°06′14″N 34°16′52″E / 26.103889°N 34.281111°E                                                                                      | قائمة مدن مصر على خريطة Egypt · قائمة مدن مصر |
| 5 | مرسى علم |           | 4,883 نسمة    | - إحداثيات الموقع: 25°04′00″N 34°54′00″E / 25.066667°N 34.9°E | قائمة مدن مصر على خريطة Egypt · قائمة مدن مصر |
| 6 | الشلاتين |           | 11,430 نسمة   | - إحداثيات الموقع: 23°07′54″N 35°35′08″E / 23.131667°N 35.585556°E | قائمة مدن مصر على خريطة Egypt · قائمة مدن مصر |
| 7 | حلايب    | غير معروف | 3,050 نسمة    | - تأسست كمدينة سنة 2014. - إحداثيات الموقع: 22°13′23″N 36°38′51″E / 22.223056°N 36.6475°E                                                                                   | قائمة مدن مصر على خريطة Egypt · قائمة مدن مصر |

## مدن محافظة سوهاج
تضم محافظة سوهاج 13 مدينة، عاصمة المحافظة هي مدينة سوهاج.
| م  | المدينة       | المدينة   | السكان (2017) | ملاحظات | الموقع في مصر                                 |
| -- | ------------- | --------- | ------------- | --- | --------------------------------------------- |
| 1  | سُوهَاج         |           | 244,819 نسمة  | - عاصمة محافظة سوهاج وقاعدة مركز سوهاج. - تنقسم إلى 3 أقسام إدارية: حي شرق وحي غرب وحي الكوثر. - من المدن القديمة. - عرفت قديماً بـ باهو، بونباها، بومباي، سوهاي، ومنذ سنة 1857 أصبحت باسمها الحالي. - إحداثيات الموقع: 26°33′N 31°42′E / 26.55°N 31.7°E                                                                                             | قائمة مدن مصر على خريطة Egypt · قائمة مدن مصر |
| 2  | سوهاج الجديدة |           | 174 نسمة      | - تتبع مركز سوهاج. - تأسست سنة 2000. - تُعرف بين العامة باسم «مدينة الكوامل» لقربها الشديد من قرية الكوامل بحري. - إحداثيات الموقع: 26°25′57″N 31°40′03″E / 26.4324182°N 31.6673668°E | قائمة مدن مصر على خريطة Egypt · قائمة مدن مصر |
| 3  | أخْمِيم         |           | 136,146 نسمة  | - قاعدة مركز أخميم. - من المدن القديمة. - عرفت قديماً بـ مين، بِر مِن، خِنتي مِن، خِن مِن، خِنمِ مِن، أبو، بانو بوليس، خِمّوُ، خِنمِن، خِمِّس، شِمين، خميم. - إحداثيات الموقع: 26°34′00″N 31°45′00″E / 26.566667°N 31.75°E | قائمة مدن مصر على خريطة Egypt · قائمة مدن مصر |
| 4  | أخميم الجديدة |           | غير معروف     | - تتبع مركز أخميم. - تأسست سنة 2000. - إحداثيات الموقع: 26°36′42″N 31°47′42″E / 26.6117556°N 31.795001°E | قائمة مدن مصر على خريطة Egypt · قائمة مدن مصر |
| 5  | البَلْيَنا       | غير معروف | 61,503 نسمة   | - قاعدة مركز البلينا. - من المدن القديمة. - عرفت قديماً بـ تبوراني. - إحداثيات الموقع: 26°14′00″N 32°00′00″E / 26.233333°N 32°E | قائمة مدن مصر على خريطة Egypt · قائمة مدن مصر |
| 6  | المَرَاغَة       | غير معروف | 48,227 نسمة   | - قاعدة مركز المراغة. - عرفت قديماً بـ المراغات، المراغة، المراغات. - إحداثيات الموقع: 26°42′N 31°36′E / 26.7°N 31.6°E | قائمة مدن مصر على خريطة Egypt · قائمة مدن مصر |
| 7  | المِنْشأة       | غير معروف | 81,953 نسمة   | - قاعدة مركز المنشأة. - من المدن القديمة. - عرفت قديماً بـ نِهي، نِهيت، نِشيت، بِر سِبِك (أي: محل عبادة التمساح)، كروكودايلو بوليس، سِيس، بوتليمايس هيرميو، بسوي، أبصوي، أبشوي، أبشاية، المنشية، منشية اخميم، منشاة السودان، منشاة النيدة، منشاة أخميم البِربا، المنشاة، منشاة أخميم، المِنْشاة. - إحداثيات الموقع: 26°29′00″N 31°48′00″E / 26.483333°N 31.8°E | قائمة مدن مصر على خريطة Egypt · قائمة مدن مصر |
| 8  | دار السلام    | غير معروف | 34,172 نسمة   | - قاعدة مركز دار السلام. - إحداثيات الموقع: 26°16′00″N 32°03′00″E / 26.266667°N 32.05°E | قائمة مدن مصر على خريطة Egypt · قائمة مدن مصر |
| 9  | جِرجا          |           | 135,989 نسمة  | - قاعدة مركز جرجا. - من المدن القديمة. - عرفت قديماً بـ دِجَرْجا، جَرجا، دجرجا والحميدي. - إحداثيات الموقع: 26°20′00″N 31°54′00″E / 26.333333°N 31.9°E | قائمة مدن مصر على خريطة Egypt · قائمة مدن مصر |
| 10 | جُهِينَة الغربيّة |           | 68,826 نسمة   | - قاعدة مركز جهينة. - عرفت قديماً بـ جُهينة. - إحداثيات الموقع: 26°40′09″N 31°29′42″E / 26.669167°N 31.495°E | قائمة مدن مصر على خريطة Egypt · قائمة مدن مصر |
| 11 | ساقلتة        | غير معروف | 30,815 نسمة   | - قاعدة مركز ساقلته. - عرفت قديماً بـ ساقية قلتة، قُلْتَة، سَاقُلْتة، ساقلتة والعرب. - إحداثيات الموقع: 26°39′00″N 31°40′00″E / 26.65°N 31.666667°E | قائمة مدن مصر على خريطة Egypt · قائمة مدن مصر |
| 12 | طمَا           | غير معروف | 90,920 نسمة   | - قاعدة مركز طما. - تأسست كمدينة سنة 1844. - عرفت قديماً بـ تانتمت، بوخيس، طما الطين، طما الحائط. - إحداثيات الموقع: 26°55′00″N 31°26′00″E / 26.916667°N 31.433333°E | قائمة مدن مصر على خريطة Egypt · قائمة مدن مصر |
| 13 | طَهُطَا          |           | 120,756 نسمة  | - قاعدة مركز طهطا. - من المدن القديمة. - عرفت قديماً بـ هات سِهوتب، هيسوبيس، طحطا، طهطى، طهطا الوقف. - إحداثيات الموقع: 26°46′00″N 31°30′00″E / 26.766667°N 31.5°E | قائمة مدن مصر على خريطة Egypt · قائمة مدن مصر |

## مدن محافظة قنا
تضم محافظة قنا 10 مدن، عاصمة المحافظة هي مدينة قنا.
| م  | المدينة     | المدينة   | السكان (2017) | ملاحظات | الموقع في مصر                                 |
| -- | ----------- | --------- | ------------- | --- | --------------------------------------------- |
| 1  | قِنَا         |           | 235,647 نسمة  | - عاصمة محافظة قنا وقاعدة مركز قنا. - من المدن القديمة. - عرفت قديماً بـ شابت، ماكسيميانو بوليس (نسبة إلى الإمبراطور مكسيميان)، كايني بوليس، كوني، قونة، إقني، قنى. - إحداثيات الموقع: 26°09′44″N 32°43′03″E / 26.1623°N 32.7175°E                           | قائمة مدن مصر على خريطة Egypt · قائمة مدن مصر |
| 2  | قنا الجديدة |           | 1,529 نسمة    | - تتبع مركز قنا. - تأسست سنة 2000. - إحداثيات الموقع: 26°14′27″N 32°44′38″E / 26.2409157°N 32.7439611°E | قائمة مدن مصر على خريطة Egypt · قائمة مدن مصر |
| 3  | أبُو تِشْت     | غير معروف | 16,952 نسمة   | - قاعدة مركز أبو تشت. - عرفت قديماً بـ بِتِشْت، أبِْتشْت، أبو طشت (منذ سنة 1928). - إحداثيات الموقع: 26°07′09″N 32°05′55″E / 26.1192337°N 32.0984968°E | قائمة مدن مصر على خريطة Egypt · قائمة مدن مصر |
| 4  | نَجْع حَمَّادِي   |           | 55,537 نسمة   | - قاعدة مركز نجع حمادي. - تأسست كمدينة سنة 1886. - إحداثيات الموقع: 26°02′51″N 32°14′26″E / 26.04738°N 32.24067°E | قائمة مدن مصر على خريطة Egypt · قائمة مدن مصر |
| 5  | دِشْنَا        |           | 60,334 نسمة   | - قاعدة مركز دشنا. - من المدن القديمة. - عرفت قديماً بـ دشنى (وتعنى المبقلة بالقبطية؛ أي محل زراعة البقول). - إحداثيات الموقع: 26°07′09″N 32°27′47″E / 26.11909°N 32.46308°E                                                                                 | قائمة مدن مصر على خريطة Egypt · قائمة مدن مصر |
| 6  | الوَقْف       | غير معروف | 32,360 نسمة   | - قاعدة مركز الوقف. - عرفت قديماً بـ السنابسة، الوقف، الوقف والقلمينة. - إحداثيات الموقع: 26°05′07″N 32°25′25″E / 26.08516°N 32.42374°E | قائمة مدن مصر على خريطة Egypt · قائمة مدن مصر |
| 7  | قِفْط         |           | 22,373 نسمة   | - قاعدة مركز قفط. - من المدن القديمة. - عرفت قديماً بـ قبتي، كِبتو، كوبتو، قِبت. - إحداثيات الموقع: 25°59′55″N 32°48′58″E / 25.99871°N 32.81601°E | قائمة مدن مصر على خريطة Egypt · قائمة مدن مصر |
| 8  | نَقَادَة       |           | 24,948 نسمة   | - قاعدة مركز نقادة. - إحداثيات الموقع: 25°54′08″N 32°43′29″E / 25.90209°N 32.72465°E | قائمة مدن مصر على خريطة Egypt · قائمة مدن مصر |
| 9  | قُوص         |           | 78,633 نسمة   | - قاعدة مركز قوص. - من المدن القديمة. - عرفت قديماً بـ هات حور (أي: قصر الإله حورس)، قيس، قِس، قست، أبولليونو بوليس، فيكوس أبوببونو بوليس، ديوكلتيانو بوليس (نسبة إلى الإمبراطور دقلديانوس). - إحداثيات الموقع: 25°54′56″N 32°45′30″E / 25.91567°N 32.75843°E | قائمة مدن مصر على خريطة Egypt · قائمة مدن مصر |
| 10 | فَرْشُوط       | غير معروف | 66,173 نسمة   | - قاعدة مركز فرشوط. - تأسست كمدينة سنة 1829. - عرفت قديماً بـ فرجوط، فرجود. - إحداثيات الموقع: 26°03′15″N 32°09′54″E / 26.05424°N 32.16490°E | قائمة مدن مصر على خريطة Egypt · قائمة مدن مصر |

## مدن محافظة الأقصر
تضم محافظة الأقصر 9 مدن، عاصمة المحافظة هي مدينة الأقصر.
| م | المدينة        | المدينة   | السكان (2018) | ملاحظات | الموقع في مصر                                 |
| - | -------------- | --------- | ------------- | --- | --------------------------------------------- |
| 1 | الأقصر         |           | 250,704 نسمة  | - عاصمة محافظة الأقصر. - من المدن القديمة. - عرفت قديماً بـ أواست، تيبِس (أي: طيبة)، تيباين، ديوس بوليس ماجنا، بابي، الأقصرين. - إحداثيات الموقع: 25°41′00″N 32°39′00″E / 25.683333°N 32.65°E                     | قائمة مدن مصر على خريطة Egypt · قائمة مدن مصر |
| 2 | الأقصر الجديدة | غير معروف | غير معروف     | - تأسست سنة 2010. - إحداثيات الموقع: 25°38′12″N 32°42′10″E / 25.6366045°N 32.7026777°E | قائمة مدن مصر على خريطة Egypt · قائمة مدن مصر |
| 3 | طِيبة الجديدة   |           | 2776 نسمة     | - تأسست سنة 2000. - إحداثيات الموقع: 25°44′03″N 32°45′58″E / 25.7342316°N 32.7660415°E | قائمة مدن مصر على خريطة Egypt · قائمة مدن مصر |
| 4 | الزينيّة        | غير معروف | 18,665 نسمة   | - قاعدة مركز الزينية. - تأسست كمدينة سنة 2007. - عرفت قديماً بـ الزينية قبلي. - إحداثيات الموقع: 25°45′40″N 32°41′12″E / 25.7611443°N 32.6866657°E                                                               | قائمة مدن مصر على خريطة Egypt · قائمة مدن مصر |
| 5 | البَيَاضِيّة       | غير معروف | 21,979 نسمة   | - قاعدة مركز البياضية. - إحداثيات الموقع: 25°39′44″N 32°38′00″E / 25.6622974°N 32.6334556°E | قائمة مدن مصر على خريطة Egypt · قائمة مدن مصر |
| 6 | القُرْنَة         |           | 36,276 نسمة   | - قاعدة مركز القرنة. - تأسست كمدينة سنة 2006. - عرفت قديماً بـ هابو، جيمى، كاستروم جيمى، كاستروم مِمنونيا. - إحداثيات الموقع: 25°44′01″N 32°38′02″E / 25.7337109°N 32.6340114°E                                   | قائمة مدن مصر على خريطة Egypt · قائمة مدن مصر |
| 7 | أَرمَنْت          |           | 73,438 نسمة   | - قاعدة مركز أرمنت. - من المدن القديمة. - عرفت قديماً بـ بِر مونتو (أي: مدينة الإله مونتو)، أون مونتو، مِنت، إرمونت، هِرمونتيس، أرمِنت. - إحداثيات الموقع: 25°37′00″N 32°32′00″E / 25.616667°N 32.533333°E           | قائمة مدن مصر على خريطة Egypt · قائمة مدن مصر |
| 8 | الطُّود          | غير معروف | 28,722 نسمة   | - قاعدة مركز الطود. - عرفت قديماً بـ زِرت، زِرتي، توفيون، طود، السلامية، السلامية بحري، طود. - إحداثيات الموقع: 25°34′47″N 32°32′02″E / 25.5798059°N 32.5338415°E                                                  | قائمة مدن مصر على خريطة Egypt · قائمة مدن مصر |
| 9 | إسنا           |           | 90,355 نسمة   | - قاعدة مركز إسنا. - من المدن القديمة. - عرفت قديماً بـ هات خنومو (أي: قصر الإله خنومو)، سينوت (أي: معبد نوت)، أونت، لاتو بوليس، تَسن، سيني، سنا، إسني، إسنى. - إحداثيات الموقع: 25°18′N 32°33′E / 25.3°N 32.55°E | قائمة مدن مصر على خريطة Egypt · قائمة مدن مصر |

## مدن محافظة أسوان
تضم محافظة أسوان 11 مدينة، عاصمة المحافظة هي مدينة أسوان.
| م  | المدينة           | المدينة   | السكان (2018) | ملاحظات | الموقع في مصر                                 |
| -- | ----------------- | --------- | ------------- | --- | --------------------------------------------- |
| 1  | أَسْوان             |           | 337,472 نسمة  | - عاصمة محافظة أسوان وقاعدة مركز أسوان. - من المدن القديمة. - عرفت قديماً بـ سون أو سونو (أي: السوق أو محل التجارة)، سوُني، سيني، سُوان. - إحداثيات الموقع: 24°06′N 32°54′E / 24.1°N 32.9°E                                                                                           | قائمة مدن مصر على خريطة Egypt · قائمة مدن مصر |
| 2  | أَسْوان الجديدة     |           | 101 نسمة      | - تحت إدارة هيئة المجتمعات العمرانية الجديدة. - تأسست سنة 1999. - إحداثيات الموقع: 24°05′07″N 32°54′17″E / 24.085296°N 32.904779°E | قائمة مدن مصر على خريطة Egypt · قائمة مدن مصر |
| 3  | دراو              |           | 52,039 نسمة   | - قاعدة مركز دراو. - إحداثيات الموقع: 24°24′04″N 32°55′28″E / 24.401173°N 32.9243888°E | قائمة مدن مصر على خريطة Egypt · قائمة مدن مصر |
| 4  | كُوم أُمْبُو          |           | 103,342 نسمة  | - قاعدة مركز كوم أمبو. - اُعيد تأسيسها سنة 1908. - بُنيت بجانب أطلال مدينة قديمة اسمها أُمبو، والتي عرفت قديماً بـ مِبو، أمبوس أو أُمبوس، أُمبون أو إمبو، ثم أصبحت أُمبو، وبنيت المدينة الجديدة بعد اندثارها باسمها الحالي. - إحداثيات الموقع: 24°28′00″N 32°57′00″E / 24.466667°N 32.95°E | قائمة مدن مصر على خريطة Egypt · قائمة مدن مصر |
| 5  | نصر النوبة        | غير معروف | 5,207 نسمة    | - قاعدة مركز نصر النوبة. - إحداثيات الموقع: 24°32′24″N 33°02′07″E / 24.5400261°N 33.0354022°E | قائمة مدن مصر على خريطة Egypt · قائمة مدن مصر |
| 6  | كَلَابْشَة            |           | 1,503 نسمة    | - تتبع مركز نصر النوبة. - عرفت قديماً بـ تِرمِس أو تِلمِس، تالميس. - إحداثيات الموقع: 24°37′31″N 32°56′44″E / 24.6251974°N 32.945693°E | قائمة مدن مصر على خريطة Egypt · قائمة مدن مصر |
| 7  | إِدفو              |           | 70,657 نسمة   | - قاعدة مركز إدفو. - من المدن القديمة. - عرفت قديماً بـ بِر حور (أي: مدينة حورس)، زبا أو زبات (أي: مدينة صندوق المال)، أبوللونو بوليس ماجنا، أبوللونوس العليا، تبوُ، أتبو، إدفو، إدفو بحري. - إحداثيات الموقع: 24°58′40″N 32°52′24″E / 24.977778°N 32.873333°E                        | قائمة مدن مصر على خريطة Egypt · قائمة مدن مصر |
| 8  | الرِّدِيسيّة          | غير معروف | 14,385 نسمة   | - تتبع مركز إدفو. - عرفت قديماً بـ الرِّدِسِيَّة قبلي الرديسية قبلي. - إحداثيات الموقع: 24°54′23″N 32°53′09″E / 24.906494°N 32.885792°E | قائمة مدن مصر على خريطة Egypt · قائمة مدن مصر |
| 9  | البِصِيليَّة          | غير معروف | 29,256 نسمة   | - تتبع مركز إدفو. - عرفت قديماً بـ البِصَليِّة بحري، البصيلية بحري. - إحداثيات الموقع: 25°06′17″N 32°47′27″E / 25.104613°N 32.790906°E | قائمة مدن مصر على خريطة Egypt · قائمة مدن مصر |
| 10 | السباعية          | غير معروف | 19,204 نسمة   | - تتبع مركز إدفو. - إحداثيات الموقع: 25°10′30″N 32°40′43″E / 25.174961°N 32.678633°E | قائمة مدن مصر على خريطة Egypt · قائمة مدن مصر |
| 11 | أبو سمبل السياحية |           | 2,326 نسمة    | - تتبع مركز أسوان. - عرفت قديماً بـ إبسامبول، فريق، أبو سنبل. - إحداثيات الموقع: 22°20′13″N 31°37′32″E / 22.336944°N 31.625556°E | قائمة مدن مصر على خريطة Egypt · قائمة مدن مصر |

## مجتمعات عمرانية حضرية جار إنشاؤها
تقوم الدولة في الوقت الحالي بإنشاء عدد من المجتمعات العمرانية الجديدة أو امتدادات لمدن ومجتمعات عمرانية قائمة بالفعل، في عدد من أنحاء جمهورية مصر العربية. ولم يتحدد الشكل النهائي لوضعها الإداري بعد لأنها ما زالت في طور الإنشاء.
| م | المجتمع الحضري           | المجتمع الحضري |
| - | ------------------------ | -------------- |
| 1 | العاصمة الإدارية الجديدة |                |
| 2 | العلمين الجديدة          |                |
| 3 | توشكى الجديدة            |                |
| 4 | شرق بورسعيد              |                |
| 5 | المنصورة الجديدة         |                |
| 6 | غرب قنا                  |                |
| 7 | ناصر غرب أسيوط           |                |
| 8 | سفنكس الجديدة            |                |